# Gravures de Rembrandt
Vous lisez un « article de qualité » labellisé en 2023.

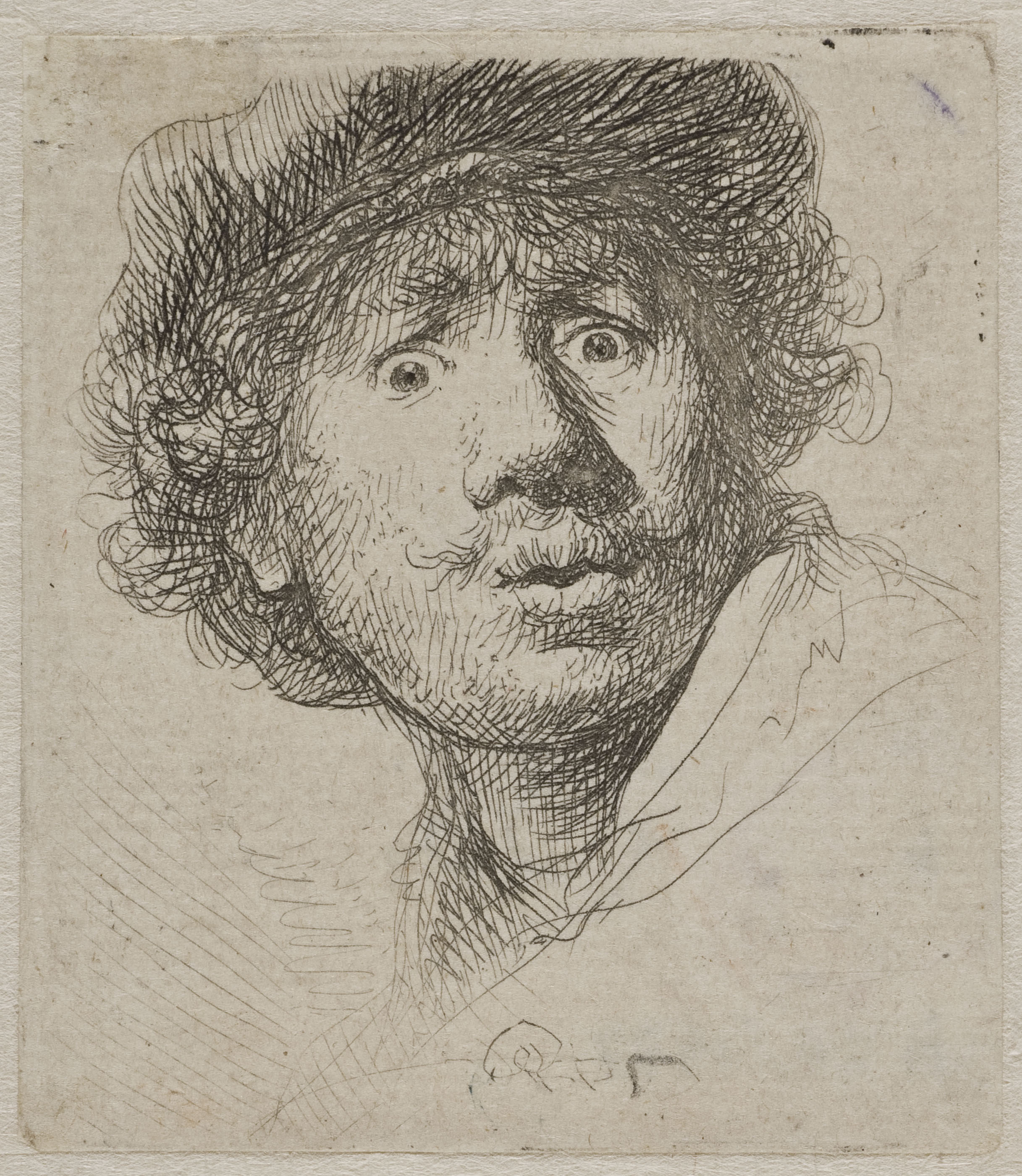
Rembrandt aux yeux hagards, autoportrait souvent utilisé dans les couvertures de publication sur l'œuvre gravé de Rembrandt, comme dans celui du Musée du Petit Palais.

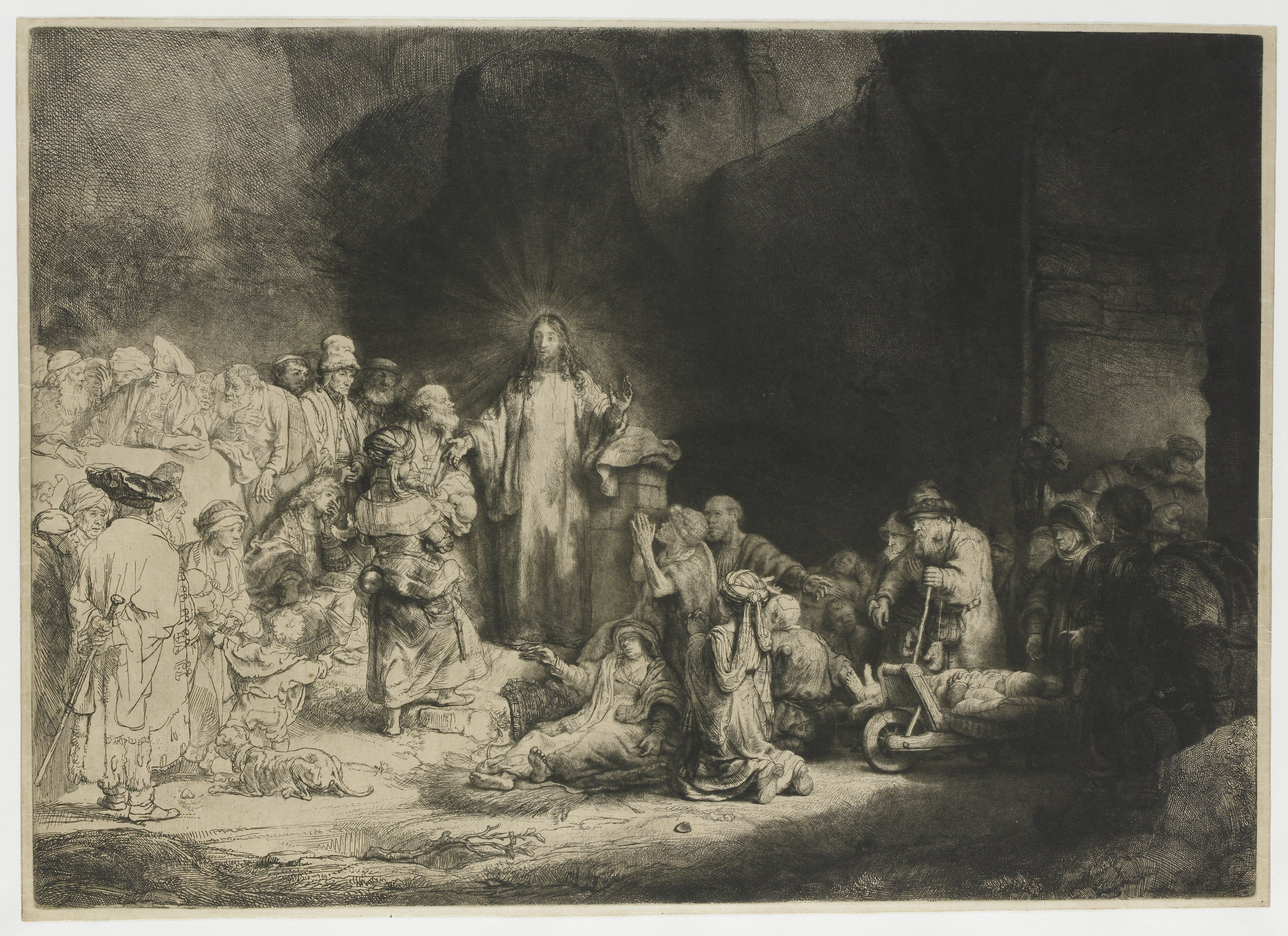
La Pièce aux cent florins, chef-d'œuvre de Rembrandt, est une eau-forte rehaussée à la pointe sèche et au burin réalisée en près de 10 ans et terminée vers 1649. Rijksmuseum Amsterdam.

Les gravures de Rembrandt sont l'ensemble de la production de Rembrandt comme graveur. L'artiste est considéré comme le grand maître de l'eau-forte du XVIIe siècle.
Formé par Joris van Schooten à Leyde et surtout par Lastman, Rembrandt intègre rapidement le clair-obscur dans ses gravures. Dans un premier temps, Rembrandt produit un grand nombre d'estampes gravées au trait, à vocation commerciale. Il commence à graver à l'eau-forte vers 1625, en même temps qu'il entame sa carrière de peintre indépendant. D'abord très proche du style de Lievens, avec qui il partage son atelier, Rembrandt lui laisse les effets sculpturaux pour travailler davantage les visages et les jeux de lumière — une caractéristique qu'il développera toute sa carrière.
Installé à Amsterdam depuis 1630, Rembrandt cherche à percer sur le marché de l'art en essayant d'innover tant par les sujets que par la technique, et produit des compositions saisies sur le vif de grande qualité. À partir de 1636, Rembrandt se distingue par la maturité de son traitement des autoportraits et une représentation plus humaniste des sujets bibliques, ainsi qu'une maîtrise grandissante des techniques de gravure.
Rembrandt trouve son véritable style dans les années 1640, quoique peu productives, abandonnant un baroque parfois exacerbé pour un classicisme plus intimiste, tant pour les sujets religieux que les paysages. Il change aussi au fur et à mesure sa manière d'aborder les sujets, se concentrant sur le moment dont la tension dramatique provient de la mise en suspens de l'action. D'abord si minutieux dans le traitement des textures, Rembrandt se concentre sur la structure des objets et sur les effets lumineux, l'apogée tant en termes de composition que de technique étant La Pièce aux cent florins (achevée en 1649, après une décennie de travail). Dans les années 1650, Rembrandt est plus productif et aussi plus libéré artistiquement.
Il produit des estampes notables dans des sujets très variés : les autoportraits et portraits, les sujets bibliques et mythologiques, les scènes de genre, les paysages et autres sujets libres. La quasi-totalité des gravures de Rembrandt sont exécutées à l'eau-forte, qu'il rehausse à la pointe sèche et au burin. Sa plus grande contribution à l'histoire de l'estampe a été la transformation du procédé de gravure à l'eau-forte, qui est passé d'une technique de reproduction relativement nouvelle à une forme d'art à part entière. Ses estampes ont circulé de son vivant dans toute l'Europe, contribuant à sa grande renommée.

« Mais ce en quoi cet artiste se distingua véritablement fut une certaine manière bizarre qu'il avait inventée pour faire des gravures. Celle-ci, entièrement personnelle, ne fut jamais utilisée par d'autres ni vue depuis, et consistait en des traits de pointes de différentes forces, avec des coups irréguliers et isolés, qui créaient un profond clair-obscur d'une grande intensité. Et en vérité, dans une certaine sorte de gravure, Rembrandt était beaucoup plus estimé des professionnels que dans la peinture, dans laquelle il semble avoir eu une chance exceptionnelle plus qu'un mérite propre. »

— Philippe Baldinucci, historien de l'art et collectionneur contemporain de Rembrandt, 1681-1728,.

« Dans l'histoire de l'art graphique, il arrive rarement qu'on puisse identifier complètement une technique au génie d'un seul artiste ; cependant, on peut dire que la gravure à l'eau-forte, au XVIIe siècle, c'est Rembrandt. »

— Karel G. Boon, directeur du Cabinet des estampes du Rijksmuseum Amsterdam, 1963,.

## Rembrandt et la gravure

### Les années 1626-1640

#### Formation à Leyde et Amsterdam

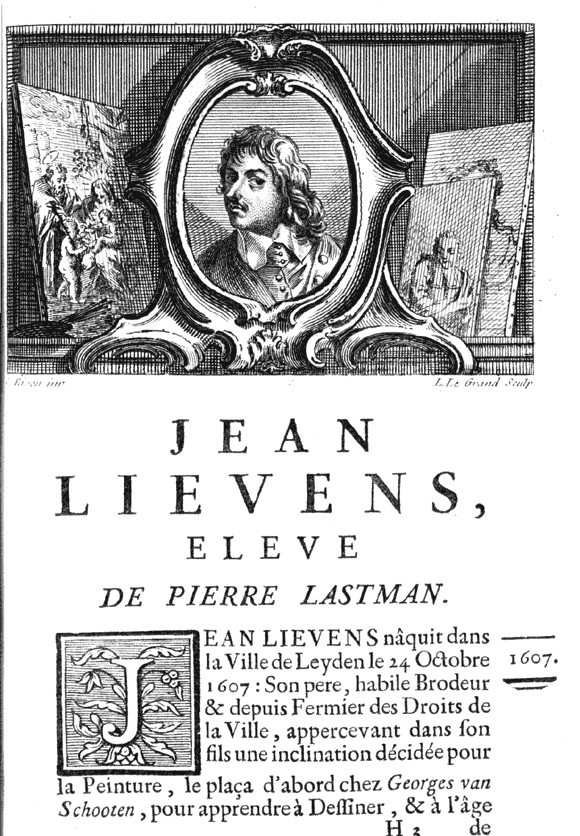
Portrait de Jan Lievens par Charles Eisen, dans La Vie des Peintres Flamands, Allemands et Hollandois de Jean-Baptiste Descamps (1754).

Rembrandt a comme maîtres à Leyde, Jacob van Swanenburgh (de 1621 à 1623, chez qui il apprend le dessin à la plume) et Joris van Schooten,.
Cependant, son séjour de six mois à Amsterdam en 1624, chez Pieter Lastman et Jan Pynas, est déterminant dans sa formation : Rembrandt y apprend le dessin au crayon, les principes de la composition et le travail d'après nature. Il aborde principalement les mêmes thèmes bibliques et antiques que Lastman et les traite avec la même « puissance narrative et des accents réalistes très remarquables ». Ce dernier lui transmet aussi l'influence d'artistes qu'il avait côtoyés à Rome : Adam Elsheimer et Le Caravage, tandis qu'il découvre l'œuvre de Rubens dans son atelier. Rembrandt s'approprie ainsi le clair-obscur pour en faire un langage propre « d'une rare poésie ». L'animation et l'art d'Amsterdam marquent son œuvre de jeunesse ; il fait la connaissance de peintres flamands, dont Hercule Seghers.
Rembrandt ne fait pas le Grand Tour et s'établit à Leyde en 1625. Son ami Jan Lievens, également élève de Lastman et de van Schooten, rejoint son atelier. À cette époque, leur talent et leur style sont si proches qu'il est difficile pour les historiens de l'art de les distinguer. André-Charles Coppier parle d'une époque où la production de Rembrandt est jusque-là limitée à une surproduction d'estampes à vocation commerciale — des « sujets de vente » pour lesquels il se contente d'un style purement linéaire —, associé aux peintres Jan Lievens, Gérard Dou, Hendrick Cornelisz. van Vliet et Jacques des Rousseaux.

#### Style personnel et débuts en eau-forte

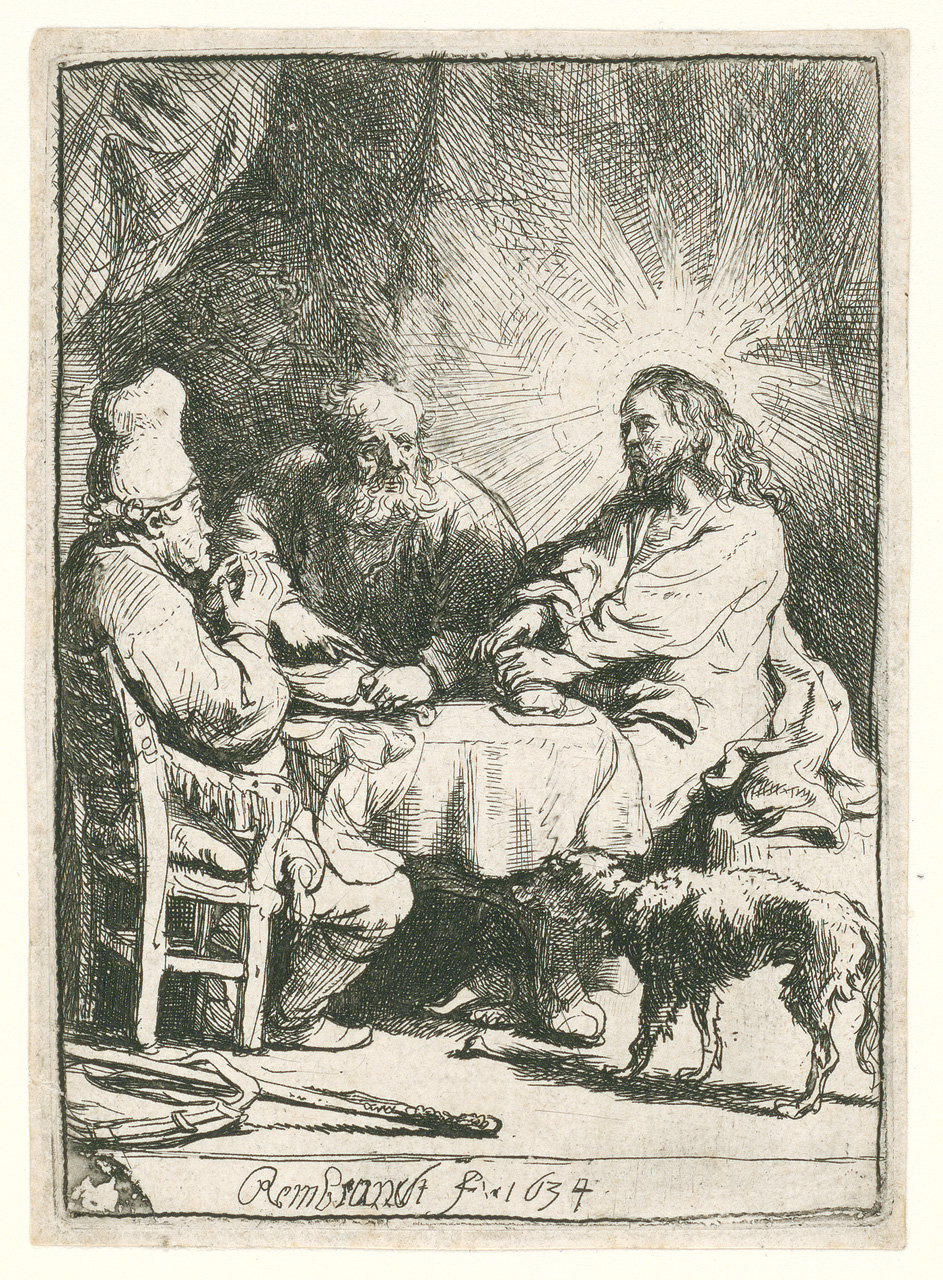
Pèlerins d'Emmaüs.

Les œuvres de Rembrandt deviennent plus intimes et « révèlent dans le traitement du clair-obscur une subtilité nouvelle » (B. 88, B. 51). Il trouve rapidement un style très libre et personnel pour l'autoportrait et les visages,.
Il semble qu'il ait commencé à pratiquer l'eau-forte dès 1625-1626 — au tout début de sa carrière de peintre indépendant —, bien que ses premières gravures soient datées de 1628. Sa technique et son style d'alors sont très proches de ceux de Lievens, qui l'a probablement instruit. Mais Rembrandt lui laisse les effets sculpturaux pour étudier surtout ceux de la lumière. Il perçoit la gravure comme un art expérimental et étranger : il se contente au début de dessiner (B. 59, S. 398). Il fait évoluer son style en aérant davantage ses planches et en choisissant des compositions plus grandes, même s'il produit encore de petites scènes fouillées (B. 48, B. 66). On sait que Rembrandt possédait une collection de gravures de Callot et qu'il s'est fortement inspiré de la série des Gueux (B. 173, B. 166). Il suit cependant les thèmes typiques de son époque aussi bien en peinture qu'en gravure, avec des sujets bibliques, des têtes de vieillards et des autoportraits.

#### Installation à Amsterdam

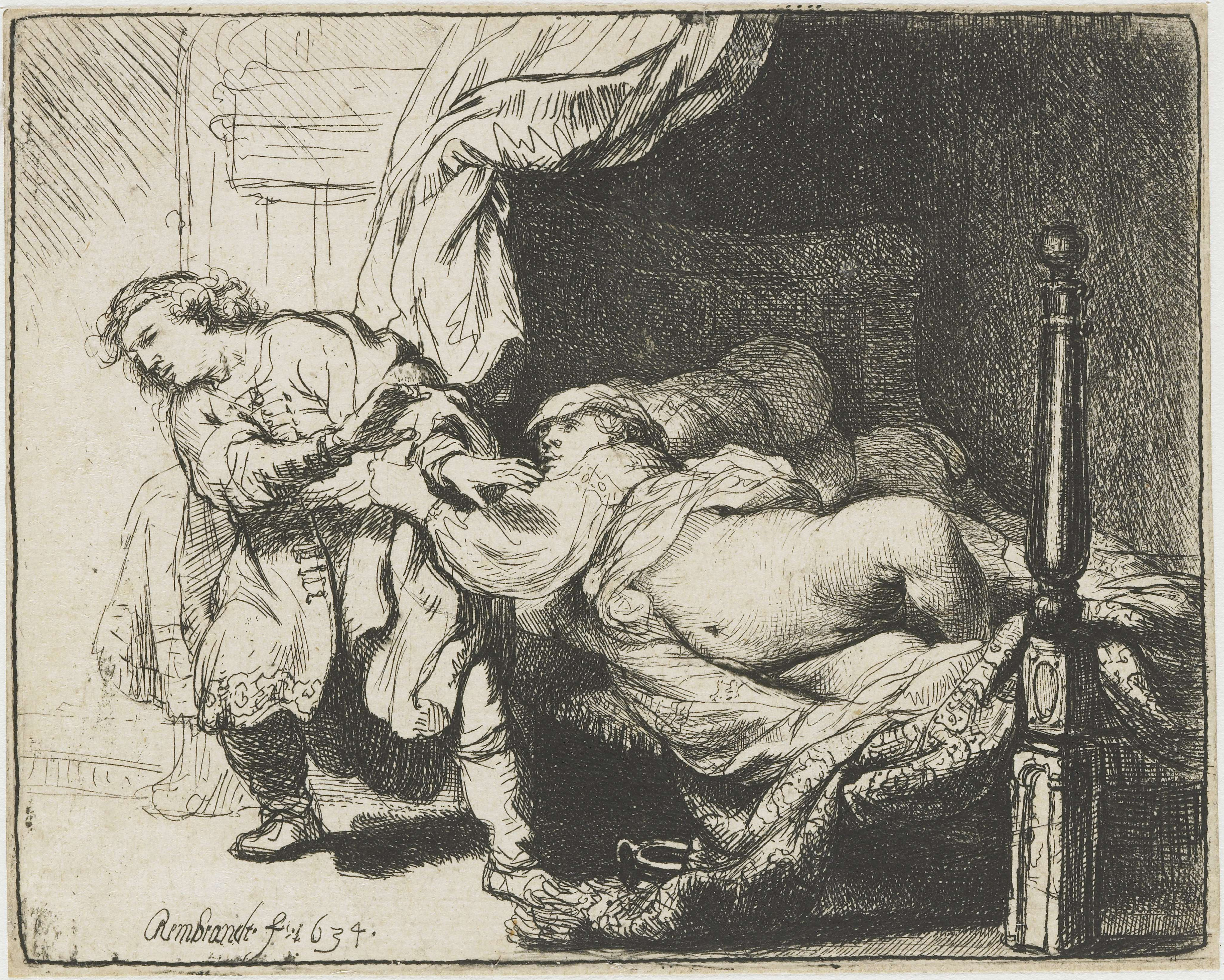
Joseph et la femme de Putiphar.

Rembrandt s'installe à Amsterdam en 1631 et ouvre son atelier chez son ami, l'éditeur et marchand d'art Hendrick van Uylenburgh. Il épouse la nièce de ce dernier, Saskia, qui a un intéressant réseau social dans la bourgeoisie locale dont il bénéficie.
Il obtient un premier succès avec la toile La Leçon d'anatomie du docteur Tulp (1632). À noter qu'il réalise plusieurs autoportraits de 1631 à 1634 qui se rapprochent des codes baroques de son style pictural de cette époque (B. 7, B. 23). Fort de ce succès, Rembrandt cherche à s'imposer sur le marché de l'art qui est dominé par Rubens. Il essaie de retranscrire l'imagination dont il fait preuve sur ses peintures dans ses eaux-fortes, où il étudie la manière de reproduire les effets d'une peinture en grisaille (B. 73, B. 81, B. 90, B. 77) sans succès jusqu'à l’Annonciation aux bergers (B. 44). Il parvient cependant déjà à saisir la réalité sur le vif avec une grande qualité : Grande mariée juive (B. 340) et Faiseuse de koucks (B. 124), qui « sont deux chefs-d'œuvre dans leurs genres ».
Il collectionne de nombreuses œuvres d'art — notamment d'Annibale Carracci et d'Antonio Tempesta — qui ne manquent pas de l'inspirer, comme on peut le constater dans Sainte Famille (B. 62) et Joseph et la femme de Putiphar (B. 39).
1636 est une année charnière, pour Rembrandt : il a une plus grande maturité dans le traitement des autoportraits (B. 21), choisit une représentation humaniste — quoique plus classique — des sujets bibliques (B. 91, B. 28), tout en ayant une expression dramatique et baroque exacerbées. Rembrandt prend aussi mieux la mesure des moyens techniques de la gravure : il fait des tailles plus précipitées et syncopées dans certaines (B. 91) mais est beaucoup plus tendre et nuancé dans d'autres, comme dans ses études de Saskia (B. 365, B. 367, B. 342) ou dans Jeune couple et la mort (B. 109). Il commence à exploiter la pointe sèche avec une première réussite, Mort de la Vierge (B. 99), mais n'utilise les deux sur une même plaque qu'à partir de 1641-1642.

### Les années 1640-1650
En 1639, Rembrandt découvre le Portrait de Baldassare Castiglione de Raphaël, une révélation qui opère chez lui « une grande commotion esthétique ».
L'union de la technique, du style et de la poésie, qui deviendra son style, germe dans les années 1640. Il abandonne l'exubérance du baroque pour une expression plus classique ; les premiers spécialistes attribuent ce changement vers l'introspection, l'intimité et le retour à un contenu plus religieux — il intensifie les effets lumineux — dans ses scènes bibliques aux drames vécus par l'artiste à cette époque (Saskia meurt en 1642 et il a de graves problèmes économiques), tandis que les auteurs du XXe siècle relativisent cette théorie et se montrent plus pragmatiques. Rembrandt produit d'ailleurs peu d’œuvres entre 1642 et 1648 et la recrudescence de ses problèmes personnels n'intervient qu'en 1650, période qui marque justement le début d'une période de grande productivité.

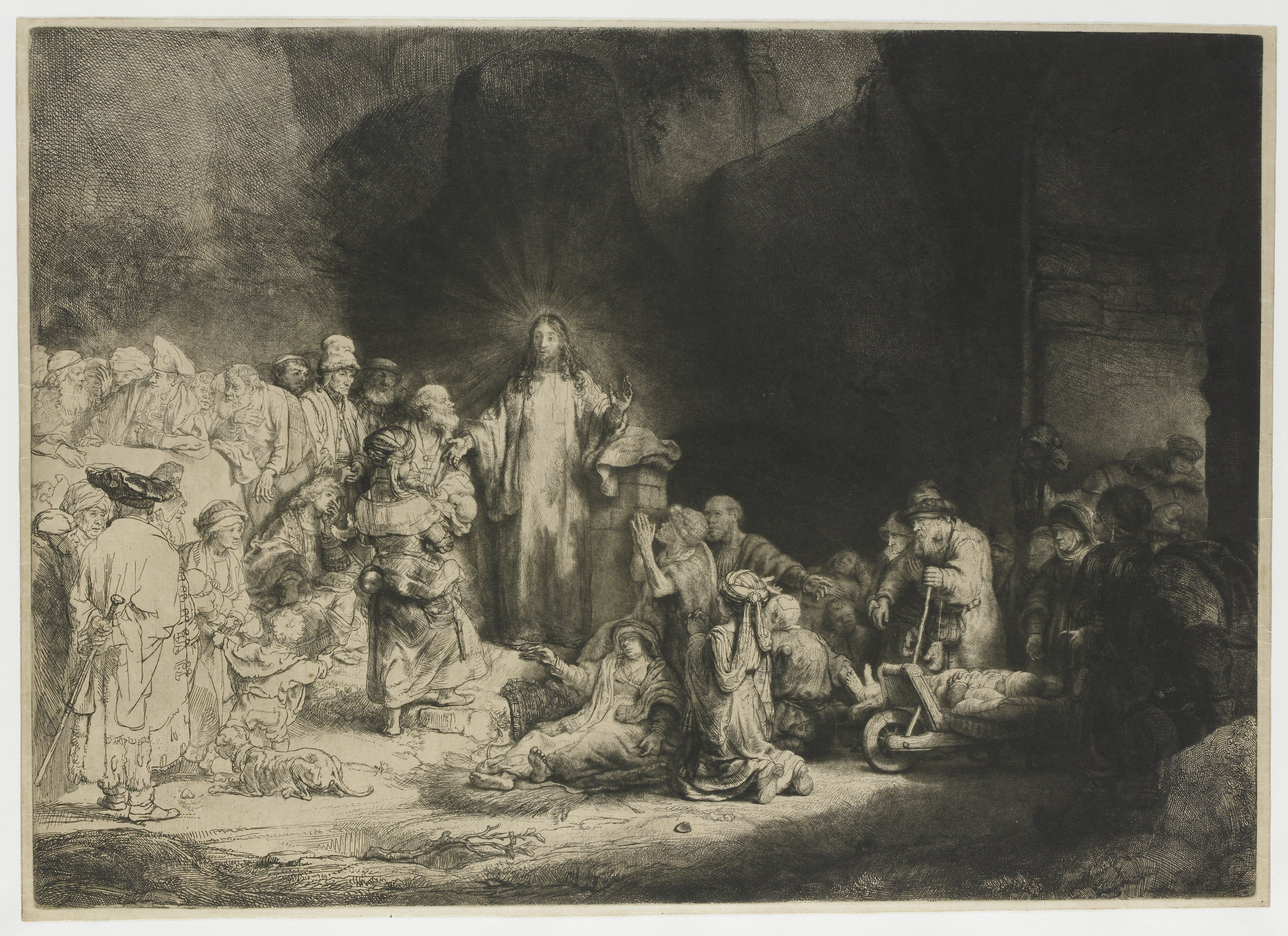
La Pièce aux cent florins.

Il découvre à 40 ans l'œuvre de Léonard de Vinci et d'Andrea Mantegna, qui ont une grande influence sur son travail à venir, respectivement sur La Pièce aux cent florins (B. 74) et B. 34, notamment). Malgré ses déboires personnels, Rembrandt évolue de par ses expériences plus humaines et ses préoccupations esthétiques calées sur « les tendances générales de son temps ».
Il entreprend ainsi une étude « très approfondie et très intime du paysage », plusieurs années après avoir abordé le thème en peinture. D'une « sincérité captivante », ses paysages bénéficient d'un « trait suggestif, économe » qui évoquent avec fraîcheur les détails de l'immensité du paysage néerlandais (B. 228, B. 208). Il progresse dans ce genre grâce à sa faculté à aller voir lui-même ses sujets et à « sentir » la qualité atmosphérique du paysage. On peut dès lors apprécier le clair-obscur plus doux et une meilleure intégration du sujet dans son environnement, qui vont perdurer dans toute son œuvre à venir. Il s'intéresse aussi aux « sujets libres », avec l'idylle pastorale (B. 187) et à l'érotisme pur, avec un couple dans une attitude très sensuelle (B. 186), mais délaisse le portrait de commande, exception faite de ses clients bourgeois (B. 285). Ses œuvres de ce genre bénéficient cependant de compositions beaucoup plus réfléchies et monumentales, délaissant les effets en trompe-l'œil, et ce aussi bien pour ses portraits peints que gravés (B. 278).
Comme dans sa peinture, Rembrandt change sa manière d'aborder ses sujets : il ne représente plus le moment le plus pathétique, mais celui « dont la tension dramatique provient de la mise en suspens de l'action », comme dans La petite résurrection de Lazare (B. 72) et Abraham et Isaac (B. 34). Le choix des scènes bibliques se porte sur les scènes les plus lyriques — voir L'ange disparaît devant la famille de Tobie (B. 43) — et il travaille aussi davantage les scènes nocturnes, comme dans Le Maître d'école (B. 128), Le repos pendant la fuite en Égypte (B. 57) ou encore Saint Jérôme dans une chambre obscure (B. 105).
Sa technique d'aquafortiste s'est « considérablement développée » : il abandonne le traitement minutieux des textures qui lui était si cher — on peut le voir dans Le Persan (B. 152) ou dans La Liseuse (B. 345) — pour se concentrer sur la structure des objets et les effets lumineux, comme dans Mendiants recevant l'aumône à la porte d'une maison (B. 176). Il exploite ainsi davantage la pointe sèche ; La Pièce aux cent florins (1649) représente « toutes les aspirations, sinon tous les aboutissements d'une décennie entière » de par l'harmonie obtenue par l'exploitation des différentes techniques.

### Les années 1650-1661
Le document de cet inventaire demeure aujourd'hui encore important pour les historiens de l'art : sa collection comprenait des œuvres d'art antiques et asiatiques, des objets scientifiques, des armes, des instruments de musique, des costumes et des œuvres picturales.
Il possédait notamment des tableaux d'Hercules Seghers, Jan Lievens, Adriaen Brouwer, Pieter Lastman et Jan Pynas ainsi que des œuvres attribuées à Giorgione, Palma le Vieux, Lelio Orsi, Raphaël et aux Carracci ; il conservait également des estampes de Andrea Mantegna, Lucas de Leyde, Martin Schongauer, Lucas Cranach l'Ancien, Hans Holbein le Jeune, Heemskerck, Frans Floris, Pieter Brueghel l'Ancien, Rubens, Jordaens, Goltzius et Abraham Bloemaert. Enfin, il possédait peu de livres : une Bible, les Antiquités judaïques de Flavius Josèphe illustrées de gravures sur bois de Tobias Stimmer et le Traité des proportions du corps humain d'Albrecht Dürer.
Cet inventaire a permis à des spécialistes de Rembrandt de se rendre compte de la « curiosité éclairée » de ce dernier et de la grande importance de son étude de la Renaissance italienne dans son œuvre.
La période la plus créative de Rembrandt est aussi celle de son style le plus personnel, le plus libéré et pur artistiquement.
C'est par ailleurs une période très difficile pour lui, économiquement et socialement (avec notamment la mise en accusation par l'Église réformée néerlandaise de sa compagne Hendrickje enceinte de son enfant en 1654 pour concubinage, un épisode particulièrement humiliant pour Rembrandt). Il subit les effets d'une période de crise économique pour la Hollande, des conséquences des actes de navigation protectionnistes britanniques, et ne peut rembourser la totalité de sa maison, les dettes d'achat d'œuvres de collection, et ses tableaux lui rapportent moins qu'avant. C'est ainsi qu'en 1656, il officialise sa faillite et requiert de la Haute Cour (Hoge Raad van Holland, Zeeland en West-Friesland) l'inventaire de ses biens (voir encadré) pour rembourser ses créanciers. Sa compagne Hendrickje et Titus fondent en 1658 une association pour continuer le commerce d'œuvres d'art qu'ils avaient commencé avant ces événements et obtiennent l'exclusivité du commerce de celles de Rembrandt en contrepartie de l'obligation de l'entretenir toute sa vie.

### Dernières années
En 1663, Hendrickje meurt et Titus se marie, laissant Rembrandt complètement seul. Ces événements marquent ses contemporains, et Joost van den Vondel, le grand poète national, fait comme ceux-ci le rapprochement avec ses œuvres, jugées plus obscures qu'avant, en le décrivant comme « l'ami et le fils de l'ombre, pareil au hibou nocturne ».
Les critiques de son époque, tels Joachim von Sandrart (Teutsche Academie, 1675), Samuel van Hoogstraten (Inleyding tot de Hooge Schoole der Schilderkonst, 1677), Arnold Houbraken (Le Grand Théâtre des peintres néerlandais, 1718-1721) et Gérard de Lairesse (Le Grand Livre des peintres, ou l'Art de la peinture considéré dans toutes ses parties, et démontré par principes ... auquel on a joint les Principes du dessin, 1787) louent son génie mais réprouvent « son manque de goût, son naturalisme vulgaire, son dessin négligé, la rareté de sujets nobles dans son œuvre ». Rembrandt a suivi l'évolution du baroque international vers une phase plus classique, mais alors que son style personnel arrive à son paroxysme, il s'éloigne de celui de ses contemporains, plus proche de Van Dyck, voire de ses élèves ou anciens compagnons d'ateliers (Govaert Flinck et Jan Lievens).
Malgré une image de solitaire incompris, Rembrandt continue à recevoir des commandes : de particuliers, notamment Jan Six (B. 285) ; de corporations, comme l'atteste le fameux tableau Le Syndic de la guilde des drapiers (1662) ; et même à l'international, puisqu'un noble italien lui commande un philosophe et reçoit Aristote contemplant le buste d'Homère (1653) et plus tard Alexandre le Grand (1661) et Homère (1663), ainsi que 189 eaux-fortes en 1669. Il continue par ailleurs à avoir des élèves, notamment Philips Koninck et Aert de Gelder.
Lors de ses huit dernières années, Rembrandt ne produit qu'une seule gravure : un portrait (B. 264) de commande « insignifiant ». Cette mise à l'écart de cet art de prédilection ne s'explique pas par un quelconque empêchement lié à la vieillesse, mais, selon Sophie de Brussière (Petit Palais), parce que Rembrandt avait déjà terminé l'exploration des techniques de la gravure — et en parallèle réussi à obtenir ce qu'il avait recherché pendant toute sa carrière de peintre, la « lumière-couleur » —, et n'y accordait plus d'attention.

## Historiographie de l'œuvre gravé de Rembrandt

### Historiens de référence

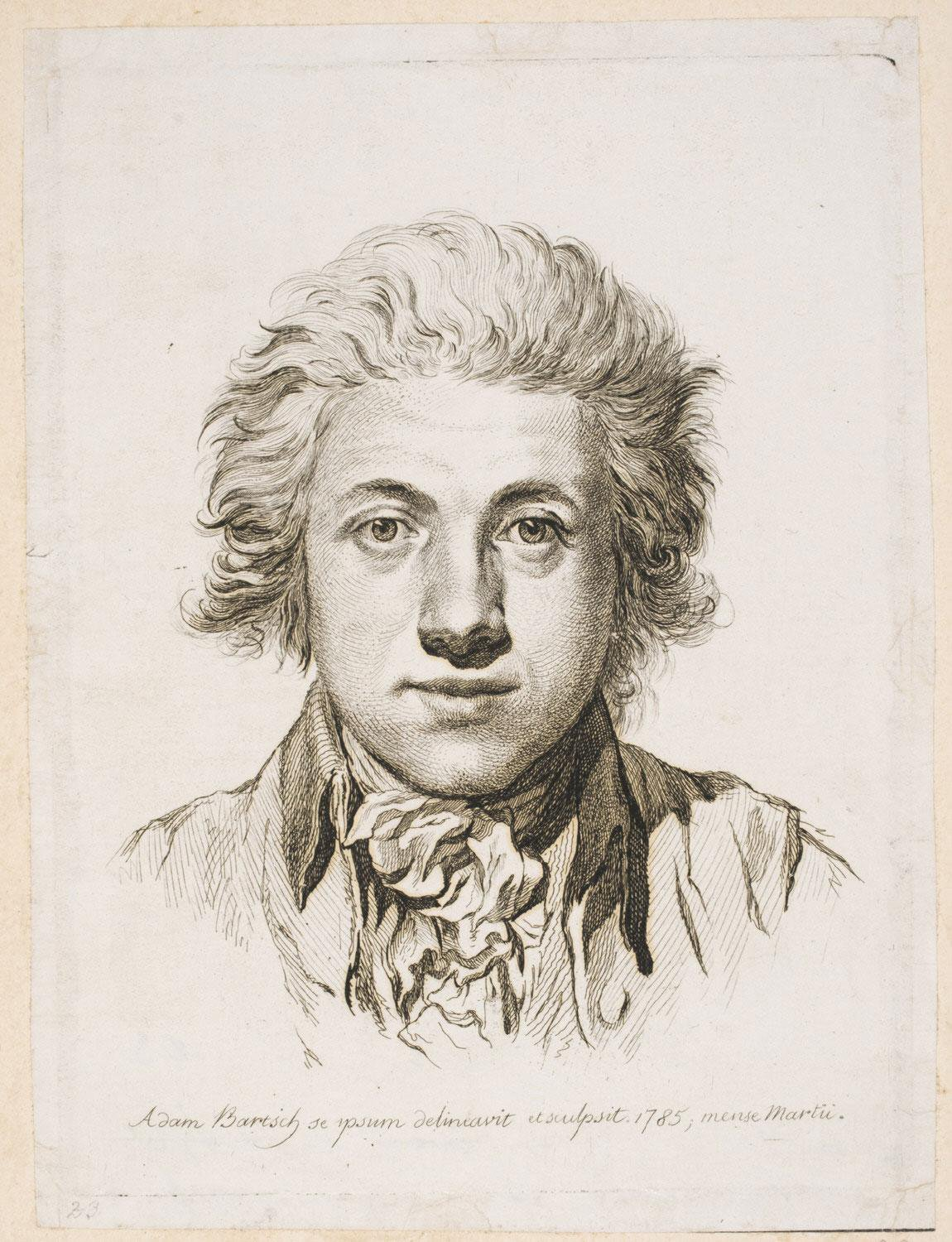
Autoportrait d'Adam von Bartsch à l'eau-forte (1785).

Edme-François Gersaint (1694-1750) est le premier à publier un catalogue de gravures de Rembrandt, en 1751 (à titre posthume) : le Catalogue raisonné de toutes les pièces qui forment l’œuvre de Rembrandt,. Gersaint choisit dans cet ouvrage de classer les œuvres non pas dans un ordre chronologique, mais suivant le sujet — et il sera en ceci suivi par la plupart de ses successeurs — qui sont : portraits de Rembrandt ; Ancien Testament ; Nouveau Testament ; sujets pieux, pièces de fantaisie ; mendiants, sujets libres ; paysages ; portraits d'hommes ; têtes de fantaisie ; portraits de femmes ; études.
Adam von Bartsch (1757-1821), également aquafortiste, écrit un ouvrage référence dans ce domaine : Catalogue raisonné de toutes les Estampes qui forment l'Œuvre de Rembrandt, et ceux de ses principaux Imitateurs. Il y établit ce qui est devenu le système de numérotation définitif, sur son propre nom (par exemple « Bartsch 17 » ou « B. 17 »), pour les gravures à l'eau-forte de Rembrandt et les copies de beaucoup d'autres artistes, système encore employé.
Ignace Joseph de Claussin (1795-1844), aquafortiste et marchand d'estampes, est pris d'une passion pour Rembrandt en essayant de rassembler toutes les estampes de celui-ci dans un catalogue raisonné, dans lequel il inclut ses propres gravures d'après le maître néerlandais, dont la qualité tromperont certains spécialistes. Il publie finalement en 1824 Catalogue raisonné de toutes les estampes qui forment l'œuvre de Rembrandt, et des principales pièces de ses élèves, puis en 1828, Supplément au Catalogue de Rembrandt, le premier faisant référence, notamment pour Charles Henry Middleton qui le cite abondamment dans A Descriptive catalogue of the etched work of Rembrandt van Rhyn (1878), un autre ouvrage de référence.
Un peu avant ce dernier, Charles Blanc (1859-1861) avait entrepris un ouvrage ambitieux, L'Œuvre complet de Rembrandt, catalogue raisonné de toutes les eaux-fortes du maître et de ses peintures (en deux tomes,), en 1859-1861. Cependant, André-Charles Coppier (voir plus bas), émet une critique forte sur cet ouvrage : il affirme que Blanc a calqué lui-même des faux à l'étranger pour les faire graver à l'eau-forte par Léopold Flameng afin d'illustrer son troisième catalogue avec de prétendus fac-similés.
En 1986, le Petit Palais s'appuie, pour réaliser la monographie en deux volumes Rembrandt : Eaux-fortes, sur l'ouvrage d'Eugène Dutuit Œuvre gravé de Rembrandt (1883), qui est « reconnu pour la perfection technique de leur illustration. » Ce « travail sérieux » est basé sur l'étude de sa propre collection et de celles de la bibliothèque nationale de France et du British Museum. Il suit globalement les catégories de ses prédécesseurs pour étudier 363 pièces (dont 80 sont désormais rejetées). Dutuit avait une grande sensibilité esthétique, ainsi que le révèle le grand nombre d'estampes de grande qualité (beaux supports, parchemin, papier japon ou oriental) et très bien conservées. Il donna les 375 pièces au musée du Petit Palais en 1902 ; Rembrandt : Eaux-fortes présente  175 eaux-fortes de ce fonds.
Arthur Mayger Hind est un spécialiste britannique de la gravure, en particulier italienne, mais qui a publié plusieurs ouvrages sur les gravures de Rembrandt : A Catalogue of Rembrandt's Etchings : chronologically arranged and completely illustrated (1900), Etchings of Rembrandt (1907), Rembrandt, With a Complete List of His Etchings (?) et Rembrandt and his etchings. A compact record of the artist's life, his work and his time (1921), le premier faisant référence.
À noter enfin Les eaux-fortes authentiques de Rembrandt d'André-Charles Coppier, publié en 1929, également cité par le Petit Palais, qui explique que s'il est assez incomplet, il « apporte un élément de jugement stylistique capital pour la difficile évaluation de la production de Rembrandt pendant la période de Leyde : l'auteur y définit en effet l'écriture du graveur dont la pointe virevolte « en griffonnements en dents de scie, en vrilles, en zébrures singulières ». Or, ce tracé d'une grande liberté graphique qui n'a jamais été bien imité par quiconque, caractérise toutes les eaux-fortes de l'artiste, des premières aux dernières et constitue donc une aide essentielle pour rejeter les contrefaçons. »

### Notations des œuvres
Les spécialistes catégorisent les gravures de Rembrandt selon que tous les états sont de Rembrandt ; qu'elles ont été reprises et achevées par une main étrangère ; qu'on ne les connaît que grâce à un état retravaillé par un élève ; et celles qui sont rejetées. Si on exclut cette dernière catégorie — dans laquelle sont principalement les estampes réalisées au début des années 1630, quand il débutait à son atelier —, Hind en compte 293; Gersaint, 341 ; Bartsch, 375 et Middleton et Dutuit, 329. André-Charles Coppier exclut 140 pièces de la liste de Bartsch, rejetant « les pièces douteuses, les faux et les attributions erronées » — soit un tiers des pièces cataloguées par Bartsch en 1797 et par Charles Blanc en 1873 — ; il rejette également les estampes que Woldemar von Seidlitz a ajoutées dans son catalogue de 1895.
Les catalogues raisonnés de l'œuvre gravé de Rembrandt présentent fréquemment un tableau de correspondance des différentes notations dans chacun des catalogues raisonnés de référence, :
- « G. » : Gersaint, catalogue publié en 1751 ;
- « Da. » : Daulby (1796) ;
- « B. » : Bartsch (1797) ;
- « Cl. » : Claussin (1824 et 1828) ;
- « W. » : Wilson (1836) ;
- « Bl. » : Blanc (1859[42] ou 1873[41]) ;
- « M. » : Middleton (1878) ;
- « Dut. » ou « Du. » : Dutuit (1880[41] ou 1881-1885[42]) ;
- « R. » : Rovinski (1890) ;
- « S. » : Seidlitz (1895)[n].

La notation choisie pour cet article est la notation Bartsch, la référence la plus communément — et parfois la seule — utilisée. Lorsqu'une œuvre n'a pas été connue ou reconnue par Bartsch, la deuxième notation utilisée est celle de Seidlitz (1895). Cette notation est très souvent incluse dans les tableaux de correspondance des notations des estampes de Rembrandt. Un tableau de correspondance entre les notations d'Edme-François Gersaint (Gersaint-Yver-Daulby), d'Adam von Bartsch et d'Ignace Joseph de Claussin, trié par sujet, est réalisé et consultable dans l'ouvrage de Thomas Wilson, A Descriptive Catalogue of the Prints of Rembrandt (1836), à partir de la page 242 ; un autre, plus étendu encore, a été fait par Hind dans A Catalogue of Rembrandt's Etchings : chronologically arranged and completely illustrated, à partir de la page 133.

### Intérêt des collectionneurs pour les estampes de Rembrandt

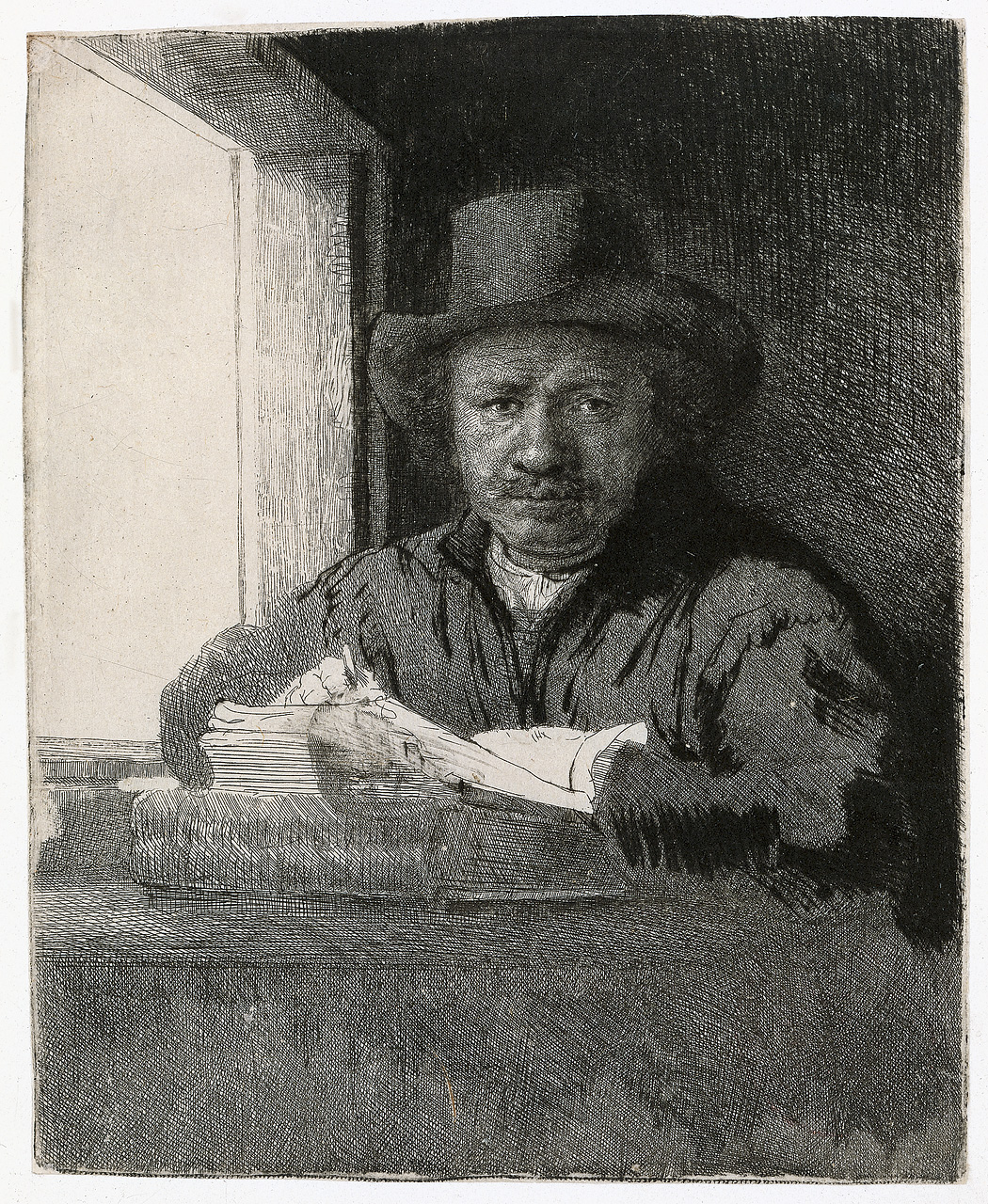
Rembrandt dessinant à la fenêtre ou Rembrandt gravant (1648).
Rijksmuseum Amsterdam.

En produisant de nombreux états de ses estampes, tout en conservant une attitude exclusive, Rembrandt savait susciter l'intérêt des collectionneurs autour de lui et de son œuvre, ainsi que le rapporte Arnold Houbraken dans De Groote Schouburgh der Nederlantsche konstschilders en schilderessen (en français « Le Grand Théâtre des peintres néerlandais », 1718–1721) : « Il fallait lui [Rembrandt] faire sa cour pour obtenir de lui certaines pièces de son œuvre. On était presque ridicule quand on n'avait pas une épreuve de la petite Junon couronnée et sans couronne, du petit Joseph avec le visage blanc, et du même avec le visage noir,. » Parmi les estampes acquises par Dutuit, beaucoup portaient les marques de collections des plus prestigieuses, comme John Barnard.
Ami de Rembrandt — ce dernier en réalise d'ailleurs un portrait gravé (B. 272) qui est l'une de ses plus belles pièces — et grand acteur du marché de l'art de l'époque, Clement De Jonghe accumule de très nombreux cuivres, dont 74 eaux-fortes de Rembrandt, qui seront vendus deux ans après sa mort à Amsterdam en 1679.
Les collectionneurs n'hésitent pas à les exposer publiquement, à l'image d'Eugène Dutuit, qui a prêté quelques-unes de ses plus importantes estampes de Rembrandt à des expositions prestigieuses où gravitent de nombreux collectionneurs comme celles du Burlington Club — notamment l’Autoportrait gravant (B. 22) en 1877 — celle des estampes du Cercle de la Librairie et à l'exposition de l'Union centrale — avec tout de même le chef-d'œuvre La Pièce aux cent florins (B. 74) en 1882. Depuis que Dutuit a donné ses estampes au musée du Petit Palais, peu d'expositions ont été faites des gravures de Rembrandt, lesquelles étaient en plus présentées en petit nombre. Parmi les plus notables, l'« Exposition des estampes de Rembrandt et de Dürer » en 1933, une autre au Louvre en 1969 à l'occasion du tricentenaire de la mort de Rembrandt et enfin celle du Petit Palais en 1986.
La renommée des eaux-fortes de Rembrandt a perduré par-delà les siècles, plus que ses peintures ; cela est d'autant plus remarquable qu'il était actif au XVIIe siècle, le siècle d'or de l'eau-forte néerlandaise, et que cette technique n'est que l'une de celles que l'artiste a employées, avec plus de quatre cents peintures et des milliers de dessins. Cela s'explique en partie parce qu'il est le premier à véritablement l'exploiter avec une telle maîtrise technique et artistique, alors que la technique existe depuis le XVe siècle et n'a pas changé depuis le XVIe siècle.

## Considérations techniques

### Technique de Rembrandt
La quasi-totalité des gravures de Rembrandt sont exécutées à l'eau-forte, dont le processus — celui de Rembrandt — est détaillé ci-dessous. Cependant, il utilise d'autres techniques telles que la pointe sèche et le burin pour effectuer des retouches.
La technique chimique de l'eau-forte est développée au Moyen Âge par les armuriers arabes afin de décorer leurs armes. Elle connaît un fort essor au XVe siècle au sud de l'actuelle Allemagne, où les premières estampes sont imprimées vers la fin de ce siècle. Au début du XVIIe siècle, des artistes néerlandais tels qu'Esaias van de Velde l'Ancien, Jan van de Velde le Jeune et Willem Buytewech expérimentent avec la technique. Ils cherchent un meilleur ton et la façon de créer un effet d'atmosphère dans leurs estampes de paysage ; ils rompent ainsi avec les longues lignes de contour pour les dessiner avec de petits traits et avec des points. Hercules Seghers expérimente à son tour avec l'eau-forte mais pour des raisons différentes : il essaie de reproduire un effet de peinture en imprimant sur du papier en couleur ou sur toile ; de plus, il retravaille l'estampe après impression avec un pinceau enduit de peinture de couleur, ce qui rend chaque estampe unique.
Rembrandt est rapidement très intéressé par ces développements, et pousse très loin la technique. Dans ses mains, l'eau-forte devient un art à part entière qui l'occupe toute sa vie. Il produit ainsi produit près de 300 gravures, se voulant toutes des œuvres d'art originales. La maîtrise de la pointe sèche et le noir profond unique de ses eaux-fortes sont célèbres de son vivant et son œuvre gravé est particulièrement recherché par les collectionneurs de son temps.

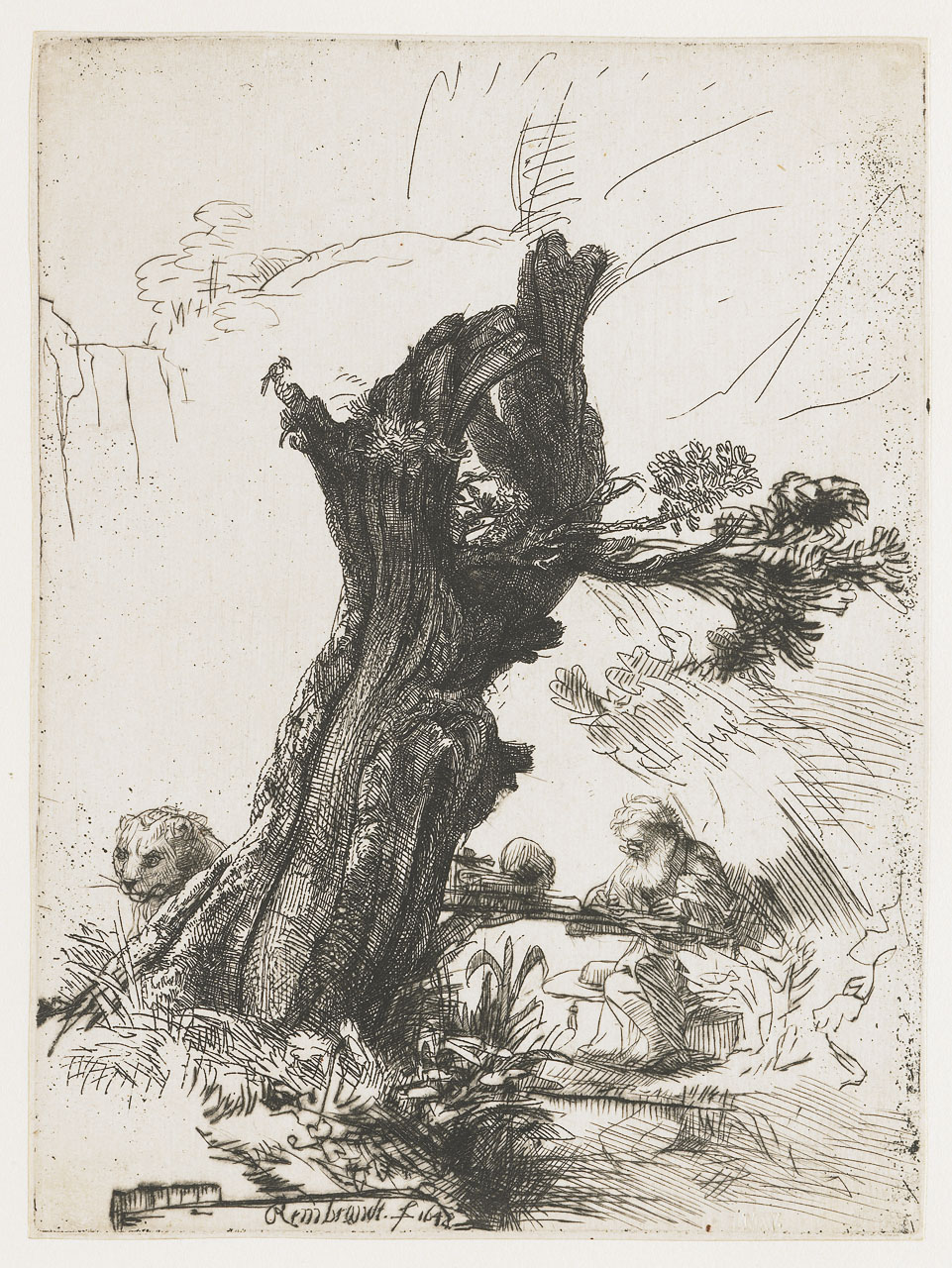
Saint Jérôme écrivant sous un arbre.

Une eau-forte peut être rehaussée au moyen d'une pointe sèche et d'un burin, en gravant directement sur la plaque — alors que dans le procédé de l'eau-forte, le vernis est retiré sans toucher la plaque — mais le trait peut être grossier et l'effet perdu après le passage de la presse. Rembrandt ne rehausse jamais ses eaux-fortes au début ; mais à partir de 1640, il s'intéresse un peu plus à ces techniques, en particulier l'effet de velours produit par la pointe sèche : Saint Jérôme écrivant sous un arbre (B. 103) en est un exemple. Il grave d'ailleurs quelques estampes exclusivement à la pointe sèche (B. 76, B. 222, B. 221).
Quand l'artiste corrige la plaque après impression, on parle d'un nouvel « état ». Pratiquement toutes les estampes de Rembrandt existent dans plusieurs états — allant de corrections mineures à de véritables nouvelles compositions.
Il est également possible d'introduire des variations en encrant différemment : l'artiste peut choisir de laisser plus ou moins d'encre sur la plaque avant qu'elle passe sous la presse. Cette technique est utilisée dans Les Trois Croix (B. 78), où Rembrandt cherche à accentuer les contrastes et obtient un effet très sombre en laissant beaucoup d'encre dans certaines zones de la plaque. Il emploie également la technique du « ton de surface » afin de donner une plus grande profondeur aux ombres, comme dans La femme à la flèche (B. 202), ou pour donner un effet d'atmosphère dans ses paysages, comme dans Le paysage à la tour carrée (B. 218). Il est d'ailleurs notable que Rembrandt faisait lui-même ses impressions — au contraire de la grande majorité des artistes —, justement pour avoir la liberté d'encrer selon l'effet recherché.
Enfin, Rembrandt utilise également la technique de la contre-épreuve pour effectuer des corrections minimes, en particulier pour Les Trois Croix.
Par ailleurs, Philosophe avec un sablier (B. 318) a longtemps été considéré comme étant la seule gravure sur bois connue de Rembrandt. Très rare, on ne sait si le dessin original est de Rembrandt ou de Lievens, mais tous les spécialistes la classaient au crédit de Rembrandt ; Charles Blanc le justifiait en estimant qu'« elle est digne de lui par la finesse de l'expression et par l'indication savante et précise de la main du philosophe » et que son ami était plutôt son imitateur que son élève. Pourtant, elle est désormais définitivement attribuée à Lievens par le Hollstein,.

### Technique de dessin
Rembrandt n'aurait jamais utilisé de calque ou de points de repère avant de tracer directement son dessin sur le vernis. Il n'aurait utilisé des poncifs que pour très peu de gravures (B. 201, B. 271, B. 272).
On sait que Rembrandt était droitier grâce au hachures qu'il a faites dans ses nombreux dessins.

### Le vernis mol
En eau-forte, le vernis sert à protéger la plaque de la morsure de l'acide qui s'infiltre là où le graveur a retiré le vernis avec sa pointe. La composition de ce vernis a évolué, impactant l'esthétique de la gravure. Rembrandt fait le choix d'un vernis mol (ou vernis mou), qui permet plus de souplesse et de liberté à la main, en opposition au vernis dur, emprunté aux luthiers de Florence et de Venise et utilisé notamment par Jacques Callot. Sa composition est connue depuis 1660 et la publication du traité The Whole Art of Drawing, Painting, Limning and Etching, :
- cire vierge : 60 g ;
- bitume de Judée : 60 g ;
- résine : 30 g ;
- mastic en larmes : 60 g ;
- poix de Bourgogne : 30 g ;
- essence de térébenthine : 15 g.

Pourtant, selon le Dictionnaire technique de l'estampe d'André Béguin, qui cite Abraham Bosse (De la manière de graver à l'eau forte et au burin, 1645, revu par Charles-Nicolas Cochin en 1745), cette composition est celle de la formule d'un vernis tiré d'un manuscrit de Callot. Il propose une autre formule, appelée « Vernis de Rimbrandt  [sic] » dont la composition est la suivante :
- cire vierge : 30 g ;
- mastic en larmes : 15 g ;
- asphalte ou ambre : 25 g.

Il s'agissait ensuite, selon la manière traditionnelle, de vernir au tampon et à chaud le cuivre, avant de l'enfumer à la torche.

### L'acide
Une fois le vernis posé et le dessin effectué sur celui-ci, la plaque est plongée dans de l'acide afin que celui-ci la morde aux endroits où le vernis a été retiré.
Rembrandt utilise le « mordant hollandais », qui « creuse plus en profondeur des traits nets et précis, au contraire de l'acide nitrique, qui produit des lignes larges et plutôt grossières ». Il est constitué de :
- eau : 1 L ;
- acide chlorhydrique : 125 mL ;
- chlorate de potassium : 25 g ;
- sel : 25 g.

### Encrage

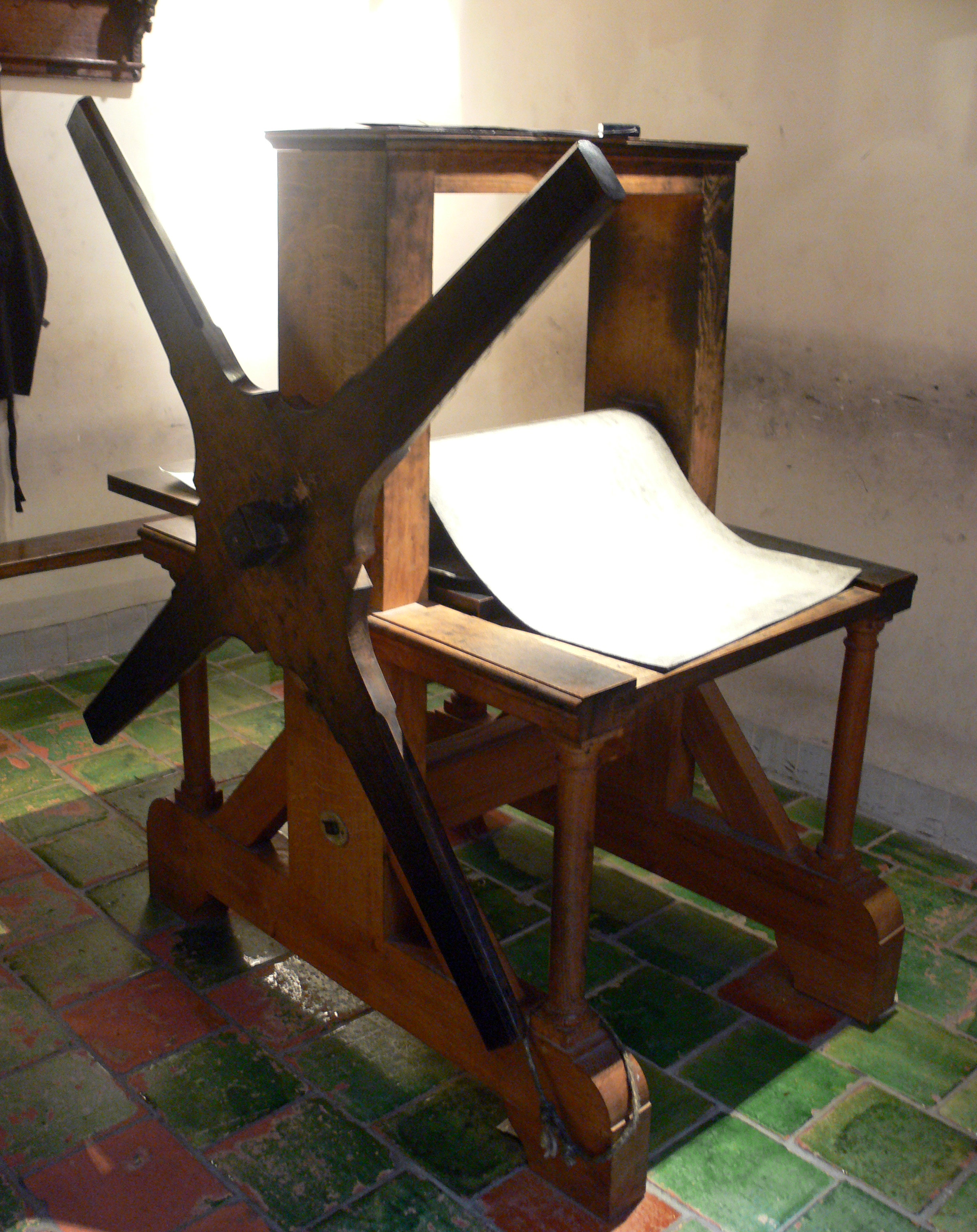
Presse à taille-douce (reconstitution) dans l'atelier de Rembrandt (Musée de la maison de Rembrandt).

On sait que Rembrandt fait lui-même ses encrages et ses impressions, sur deux presses à taille-douce — l'une en « bois des îles », l'autre en bois de chêne — qu'il a chez lui, ce qui lui permet d'étudier avec d'autant plus de précision l'évolution de ses plaques.
Pour rechercher des effets plus picturaux, Rembrandt n'essuie pas complètement sa plaque : il laisse parfois un léger voile d'encre sur certaines parties lisses afin d'obtenir une forme de « teinte »,.

### Support
Plusieurs types de papier (européen, japonais, chinois, etc.) et papiers vélin peuvent être utilisés : ils varient en couleur et en grain (type de surface). L'artiste peut ainsi choisir celui qui lui convient selon l'effet recherché.
Rembrandt cherche tout le temps à exploiter les différentes possibilités que chaque support peut lui offrir. Ainsi, il n'utilise d'abord que du papier de fabrication française (Troyes et Angoulême), les moulins hollandais ne produisant pas de papier propre à l'impression des estampes avant la fin du XVIIe siècle. Dans ce papier français, la particularité vient de l'intégration aux treillis du « filigrane » : une marque de laiton laissant une trace plus claire, le papier devenant moins épais. Cette information permet une meilleure identification d'une estampe ancienne, mais les différents filigranes qu'ils produisent selon les besoins de leurs clients hollandais varient notamment aussi en motifs (B. 81, B. 71, B. 77, B. 340, B. 281, B. 280), même si deux filigranes sont exclusifs aux clients hollandais : la Tête de fou avec cinq ou sept boules (B. 116, B. 266, B. 21, B. 103, B. 272, B. 65, B. 67, B. 78, B. 86) et les Armes d'Amsterdam. Vers la fin des années 1640, en pleine recherche d'une certaine richesse de ton, Rembrandt varie la qualité de ses supports, quitte à utiliser du papier de qualité très inférieure, comme le papier cardoes (pour les Hollandais ; papier oatmeal pour les Anglais), un papier « assez grossier, de couleur chamois ».
Il se fournit également en Asie, en utilisant fréquemment le papier japon, un papier sans vergeures ni pontuseaux ni filigranes, proposé en plusieurs grammages et textures, et de couleurs variable : du blanc opalin ou doré presque tan. Rembrandt apprécie sa chaleur, sa couleur jaunâtre, ce qui est très efficace pour ses paysages ou scènes d'extérieur (B. 70, B. 104) ; la surface très fine et douce de ce papier permet d'exploiter à fond l'effet produit par la pointe sèche.
Il emploie aussi un papier que l'on appelle de façon erronée « chinois » : un papier très fin, parfois doublé, de couleur perle grise (ex : B. 86, 1er état). Enfin, Rembrandt utilise un papier jaune pâle d'aspect similaire à celui des miniatures indiennes (on suppose qu'il vient de ce pays).

### Retouches

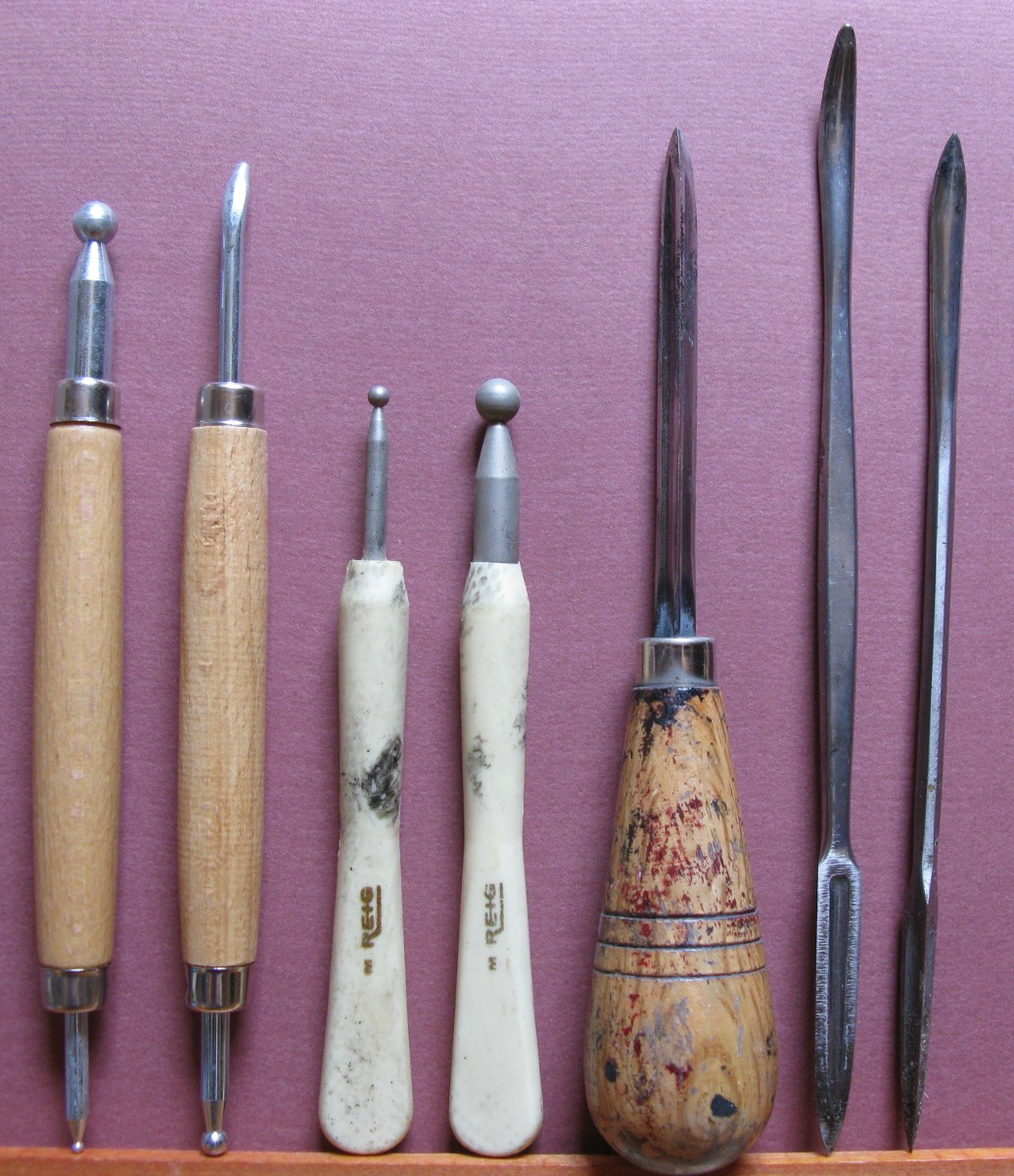
Différents brunissoirs.

Une plaque peut être retouchée de diverses manières, afin de corriger des défauts ou de donner un effet recherché ; ainsi, l'artiste peut utiliser le grattoir ou le brunissoir, notamment, ou bien jouer sur le support en changeant l'encrage ou le type de papier. À chaque étape, il peut effectuer une impression pour voir le résultat intermédiaire ou potentiellement définitif : à chacune de ces épreuves correspond ainsi un état de l'estampe. L'observation de la succession de ces états permet de suivre l'avancement du travail, et ainsi d'imaginer l'avancement de Rembrandt dans l'élaboration de son estampe : on peut y constater les corrections, les évolutions préméditées ou non, ou encore la recherche de variation.

## Gravures les plus notables
Les gravures de Rembrandt sont « traditionnellement » triées par thèmes dans les catalogues raisonnés, suivant leur propre classification. Les gravures ayant fait l'objet des études les plus poussées dans ces catalogues raisonnés sont les suivantes :

### Autoportraits
- Rembrandt aux yeux hagards (1630, eau-forte et burin)
- Rembrandt au chapeau rond et au manteau brodé (1631, eau-forte et pointe sèche et dessin à la plume et encre marron)
- Rembrandt avec l'écharpe autour du cou (1634, eau-forte)
- Rembrandt et Saskia (1636, eau-forte)
- Rembrandt dessinant à la fenêtre ou Rembrandt gravant (1648, eau-forte et pointe sèche)

### Portraits et têtes
- Jan Uytenbogaert, dit « Le Peseur d'Or » (1639, eau-forte et pointe sèche sur soie)
- Portrait de Jan Six (1647, eau-forte, pointe sèche et burin)
- Le Docteur Fautrieus, faussement appelé Faust (ca. 1652, eau-forte, pointe sèche et burin)

Autoportraits et portraits
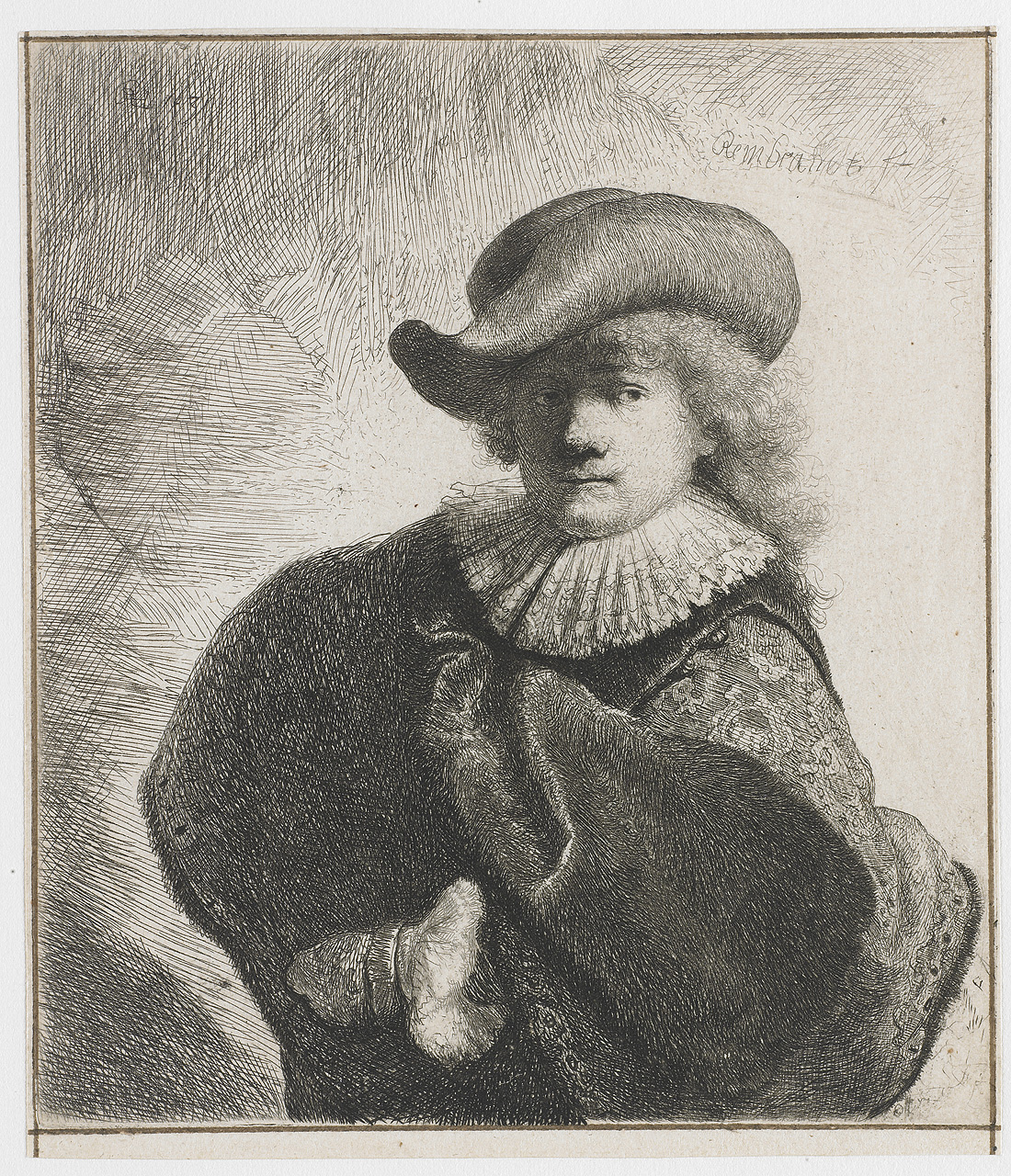
Rembrandt au chapeau rond et au manteau brodé (1631, Rijksmuseum Amsterdam).
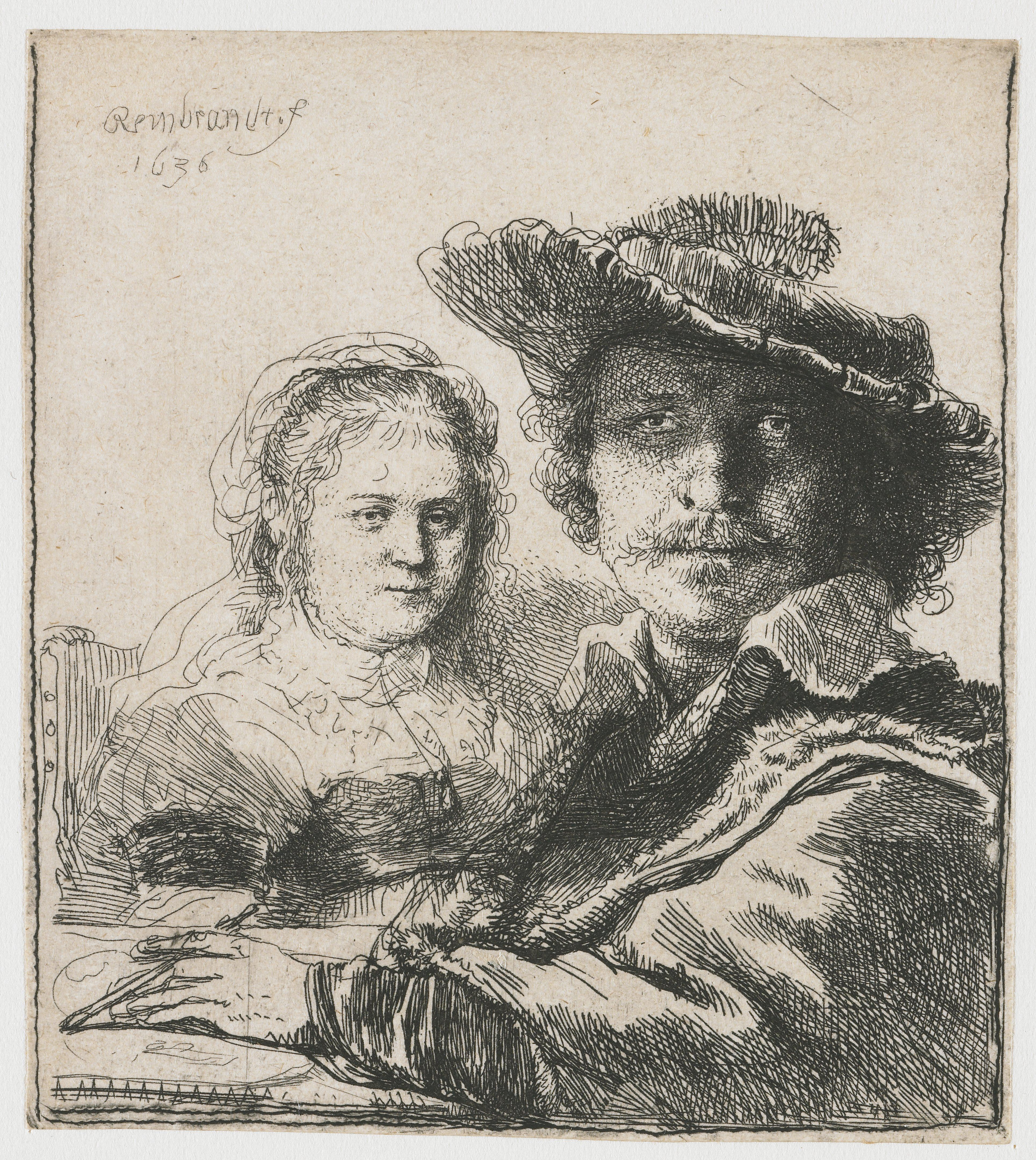
Rembrandt et Saskia (1636, Rijksmuseum Amsterdam).
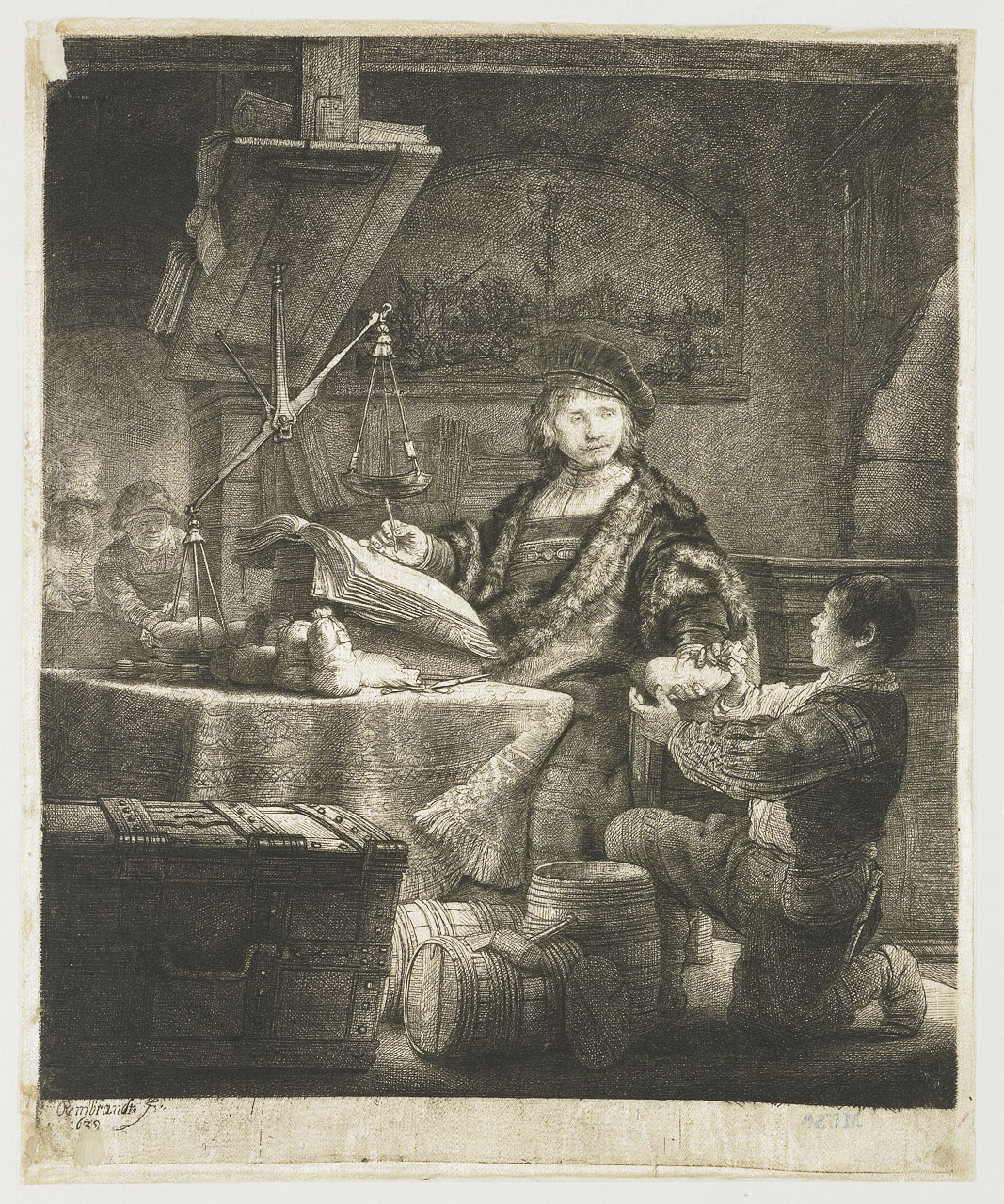
Jan Uytenbogaert, dit « Le Peseur d'Or » (1639, Rijksmuseum Amsterdam).
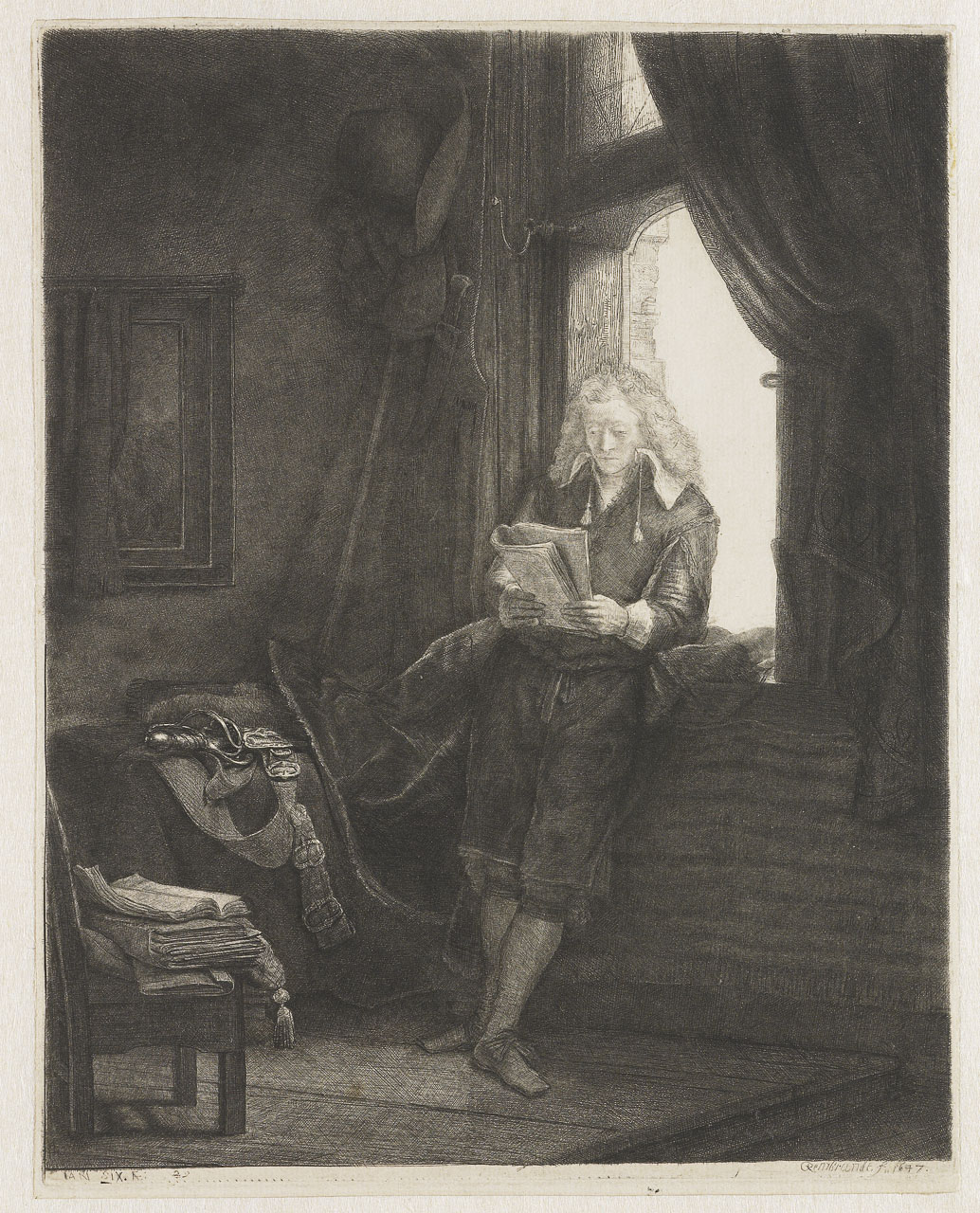
Portrait de Jan Six (1647, Rijksmuseum Amsterdam).
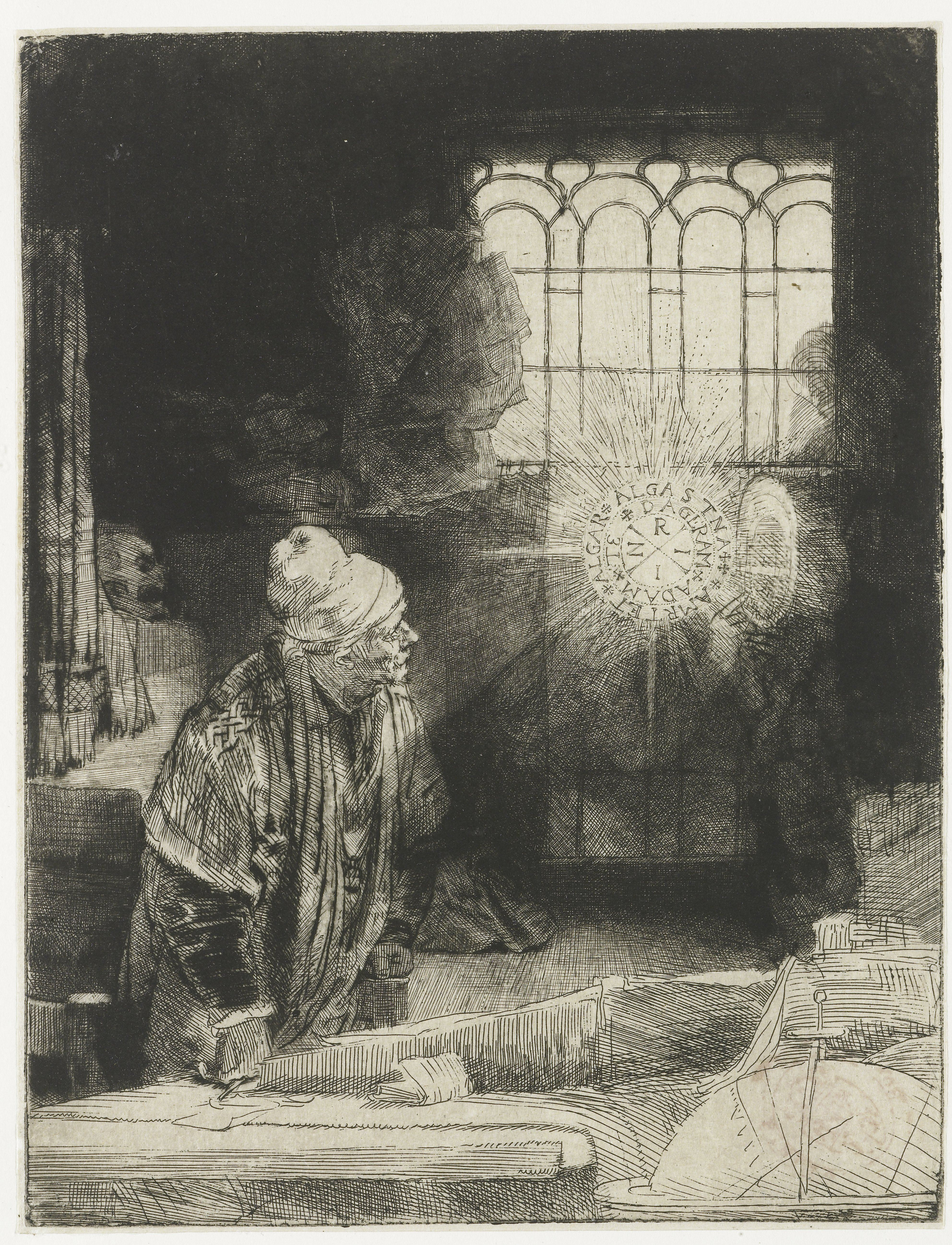
Le Docteur Fautrieus (1652, Rijksmuseum Amsterdam).

### Sujets bibliques et religieux
- La grande Descente de croix (1633, eau-forte et burin)
- Joseph et la femme de Putiphar (1634, eau-forte)
- La Pièce aux cent florins (ca. 1649, eau-forte, pointe sèche et burin)
- Jésus-Christ prêchant, ou « La Petite Tombe » (ca. 1652, eau-forte, pointe sèche et burin)
- Les Trois Croix (1653-ca. 1661, pointe sèche et burin)
- Jésus présenté au peuple, ou l'Ecce Homo en largeur (1655, pointe sèche sur papier japon)

### Sujets allégoriques ou mythologiques
- Jupiter et Antiope : la grande planche (1659, eau-forte, pointe sèche et burin)

Sujets religieux ou mythologiques
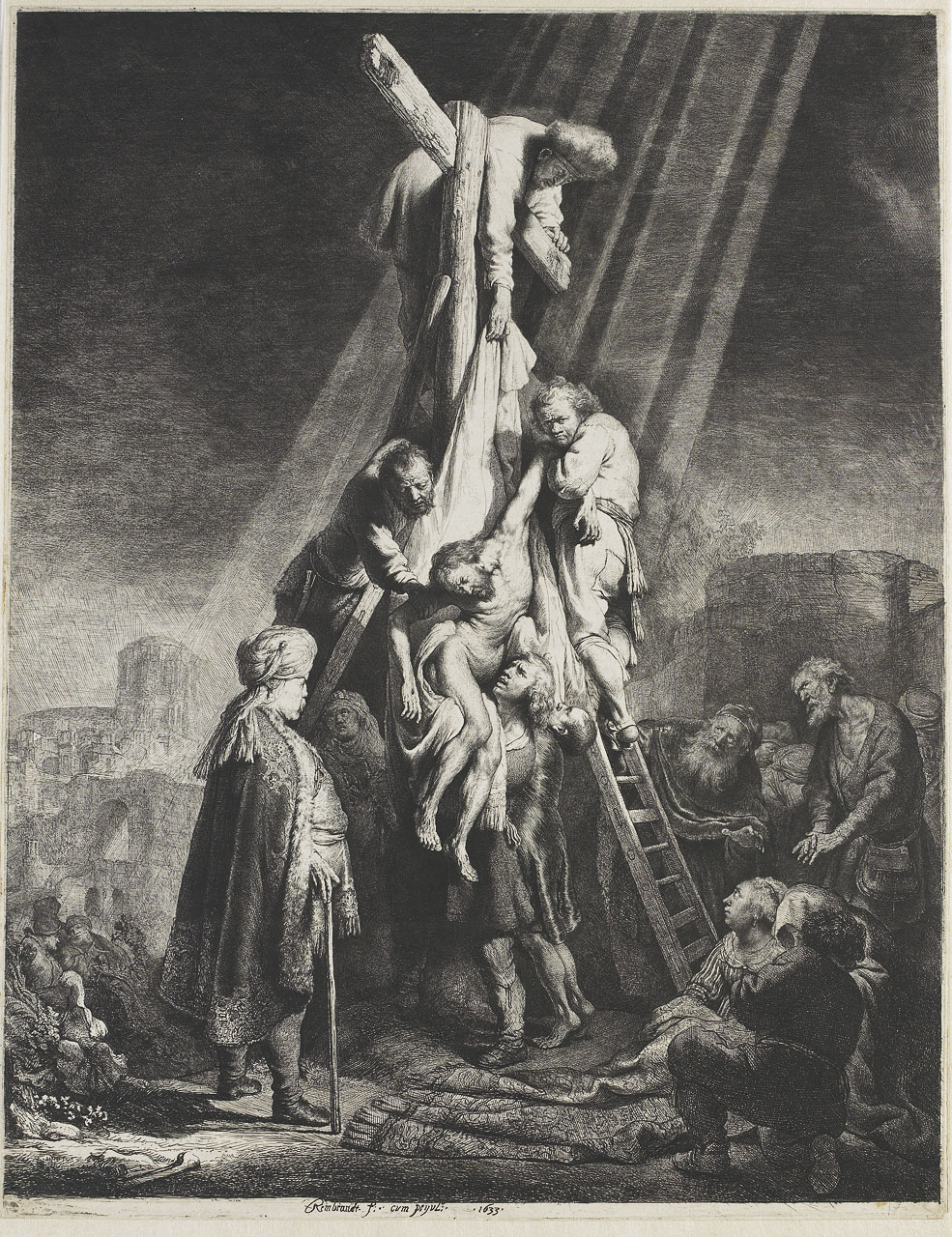
La grande Descente de croix (1633, Rijksmuseum Amsterdam).
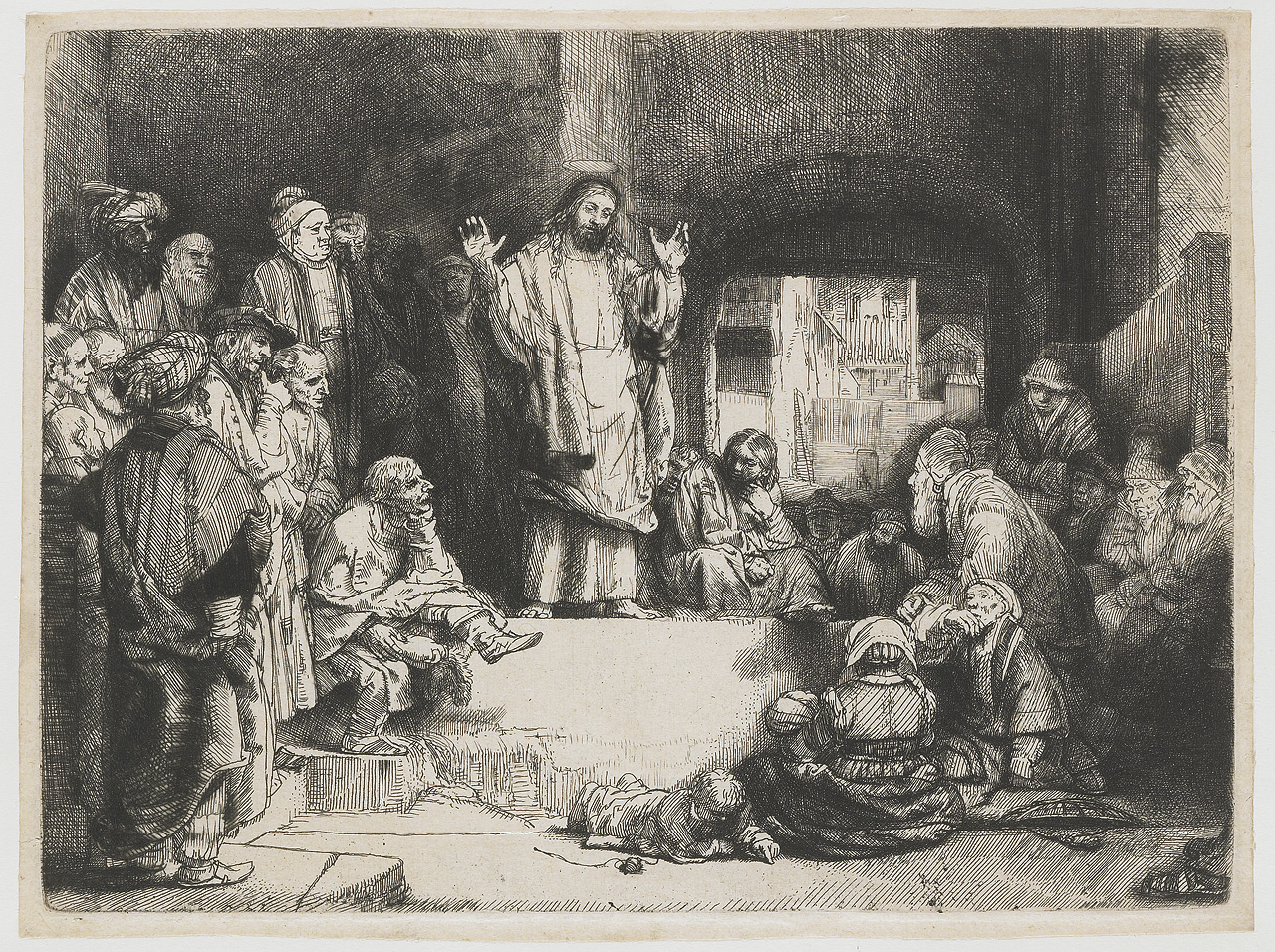
Jésus-Christ prêchant (ca. 1652, Rijksmuseum Amsterdam).
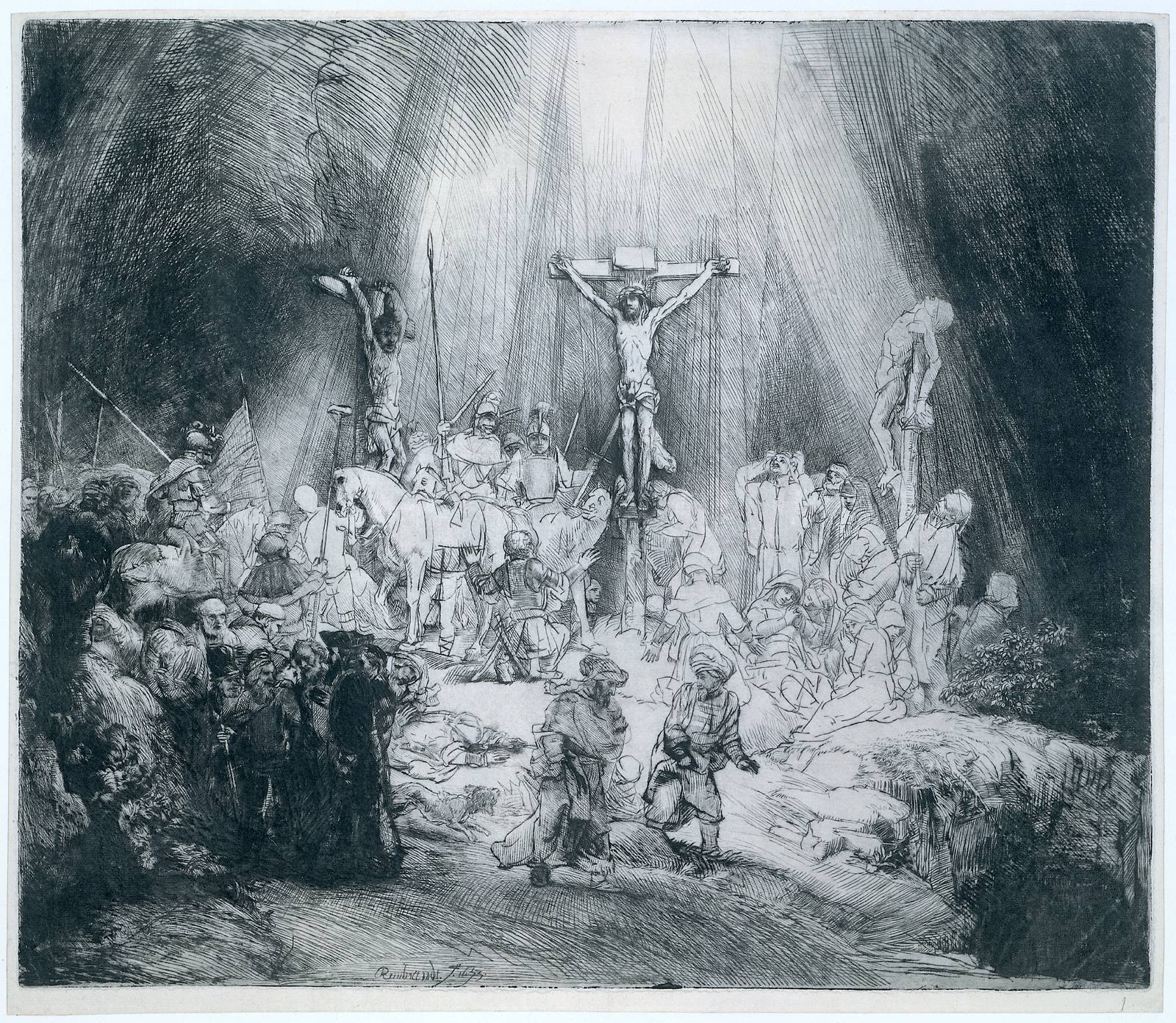
Les Trois Croix (1653-ca. 1661, Rijksmuseum Amsterdam).
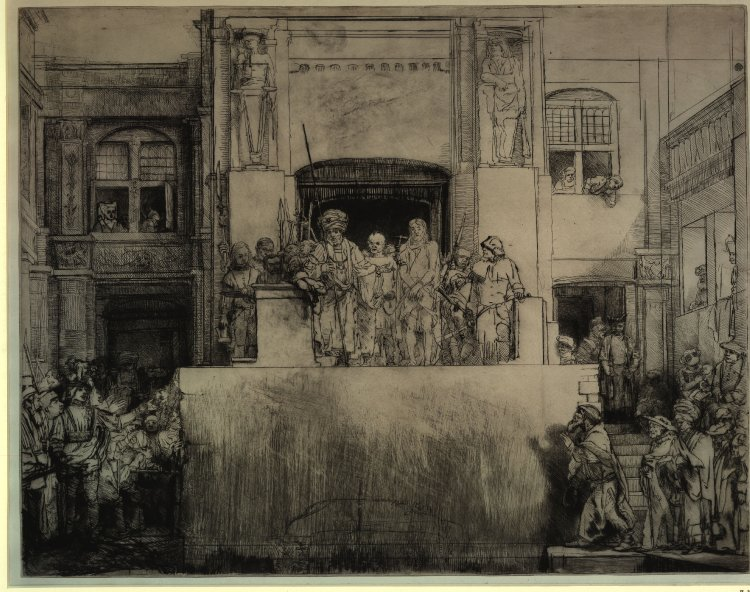
Jésus présenté au peuple, ou l'Ecce Homo en largeur (1655, Rijksmuseum Amsterdam).
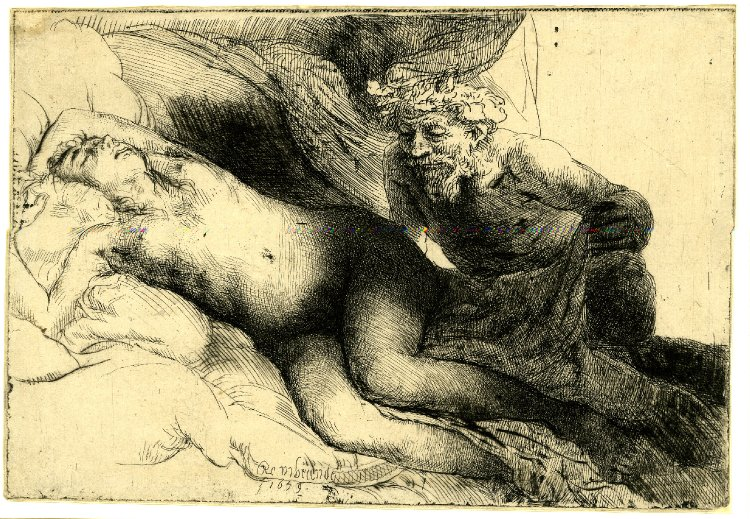
Jupiter et Antiope : la grande planche (1659, British Museum).

### Sujets de genre
- L'ensemble des gueux (1628-1631)
- La Faiseuse de Koucks (1635, eau-forte)
- « La Grande mariée juive » (1635, eau-forte, pointe sèche, burin, craie noire)
- Trois figures orientales (1641, eau-forte, pointe sèche) et autres sujets orientaux ou polonais

Sujets de genre
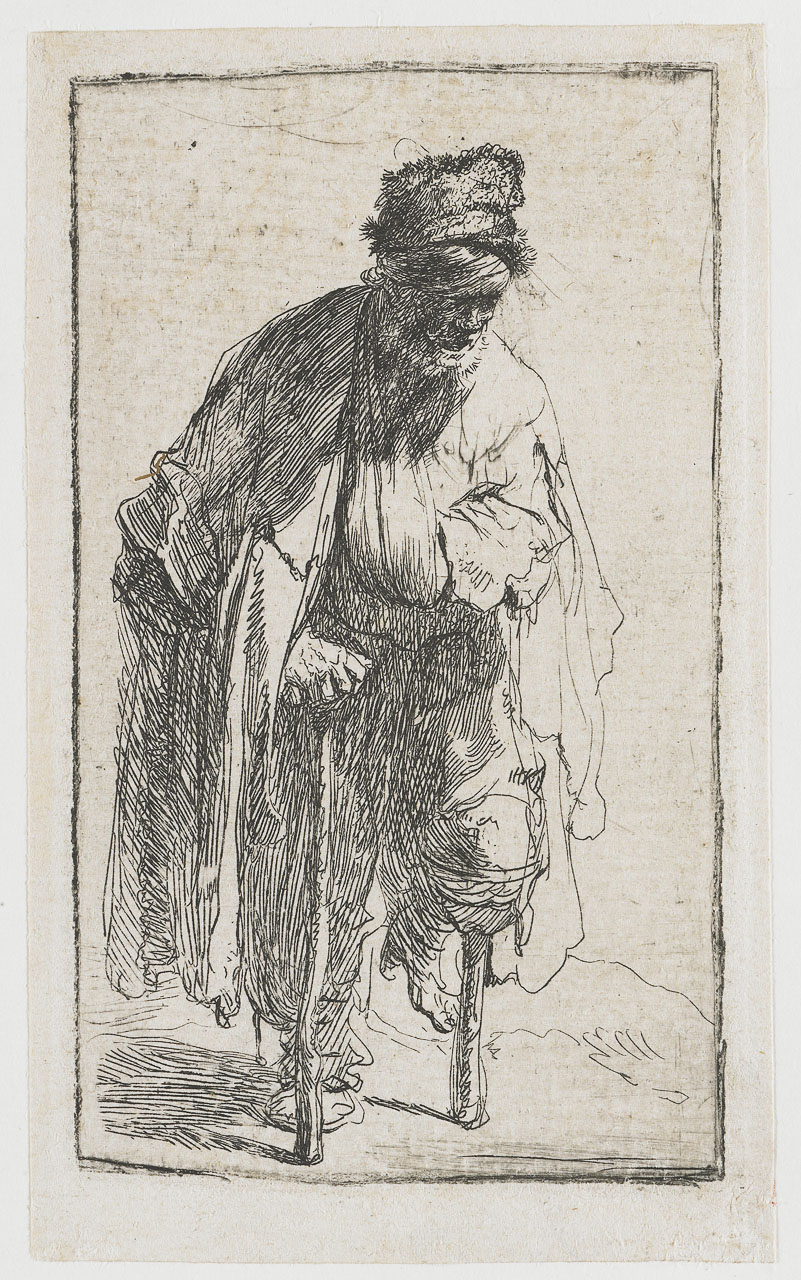
Gueux à la jambe de bois, dit « Capteyn Eenbeen » (ca. 1630, Rijksmuseum Amsterdam).
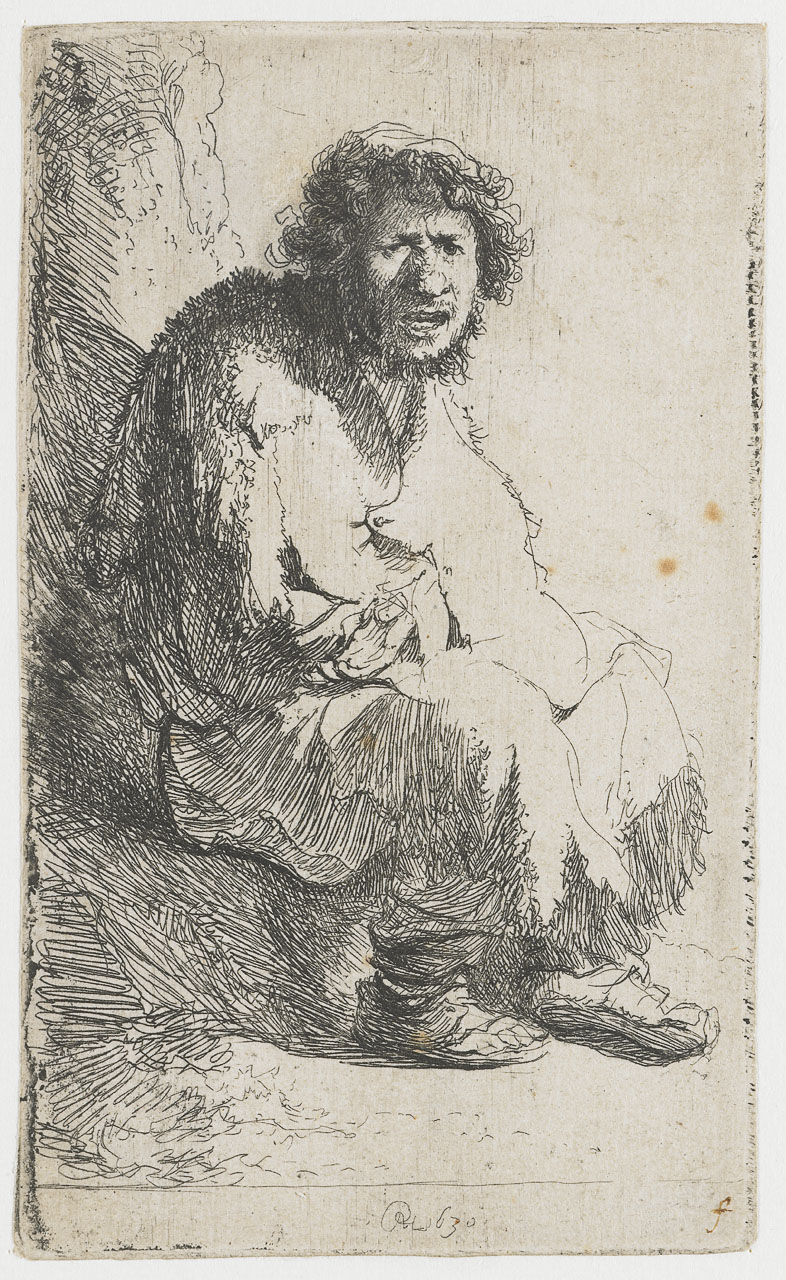
Gueux assis sur une motte de terre (1630, Rijksmuseum Amsterdam).
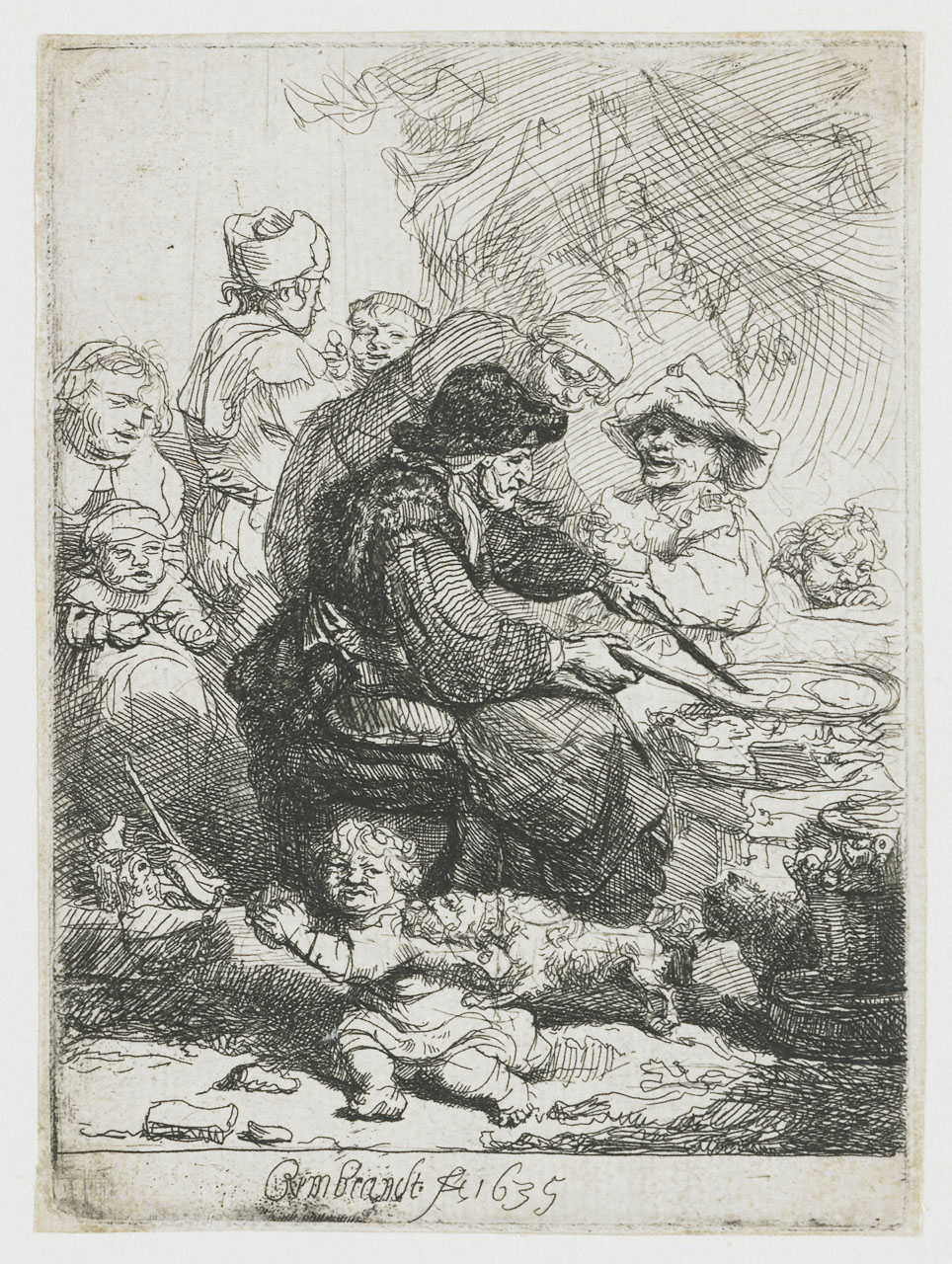
La Faiseuse de Koucks (1635, Rijksmuseum Amsterdam).
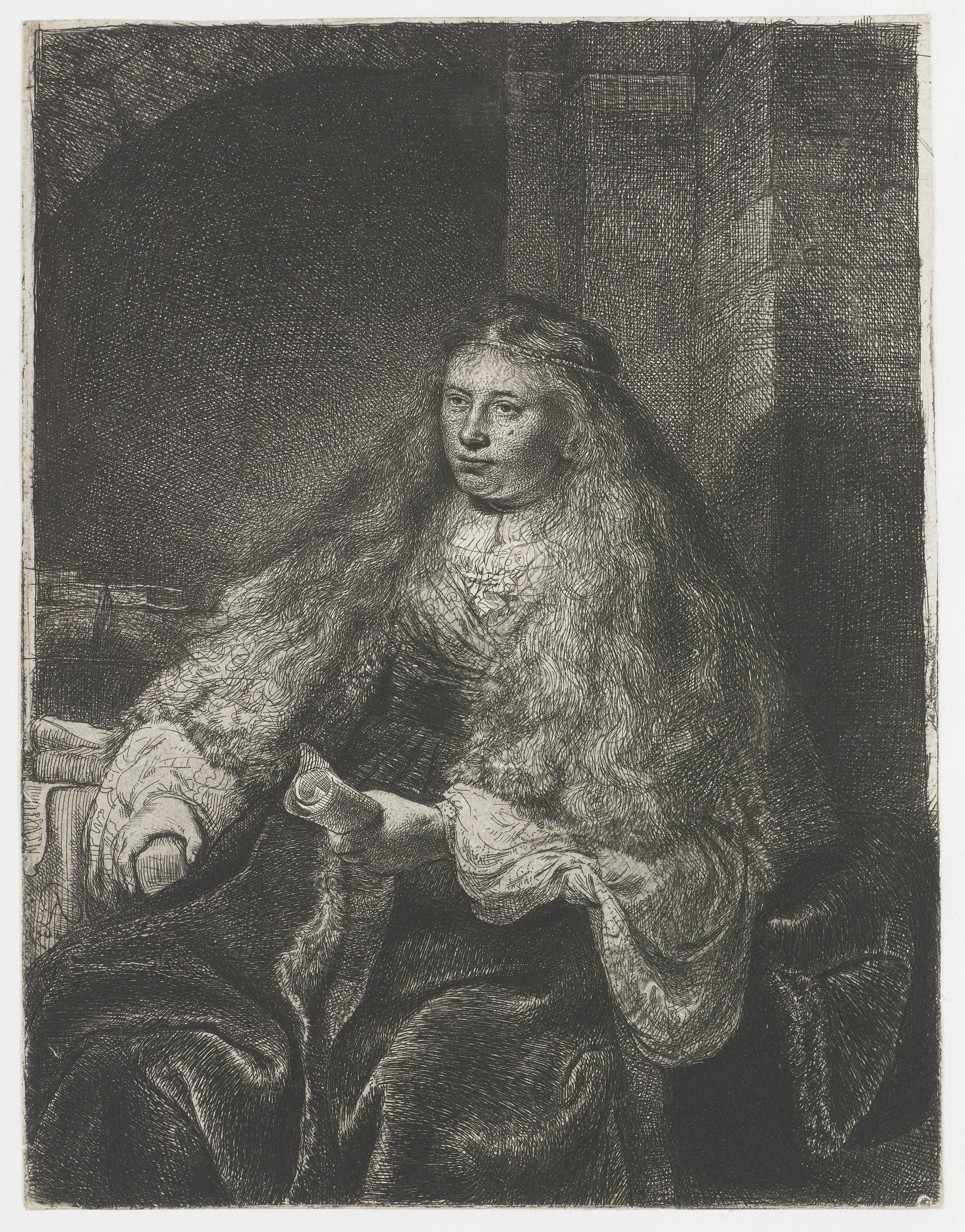
La Grande mariée juive (1635, Rijksmuseum Amsterdam).
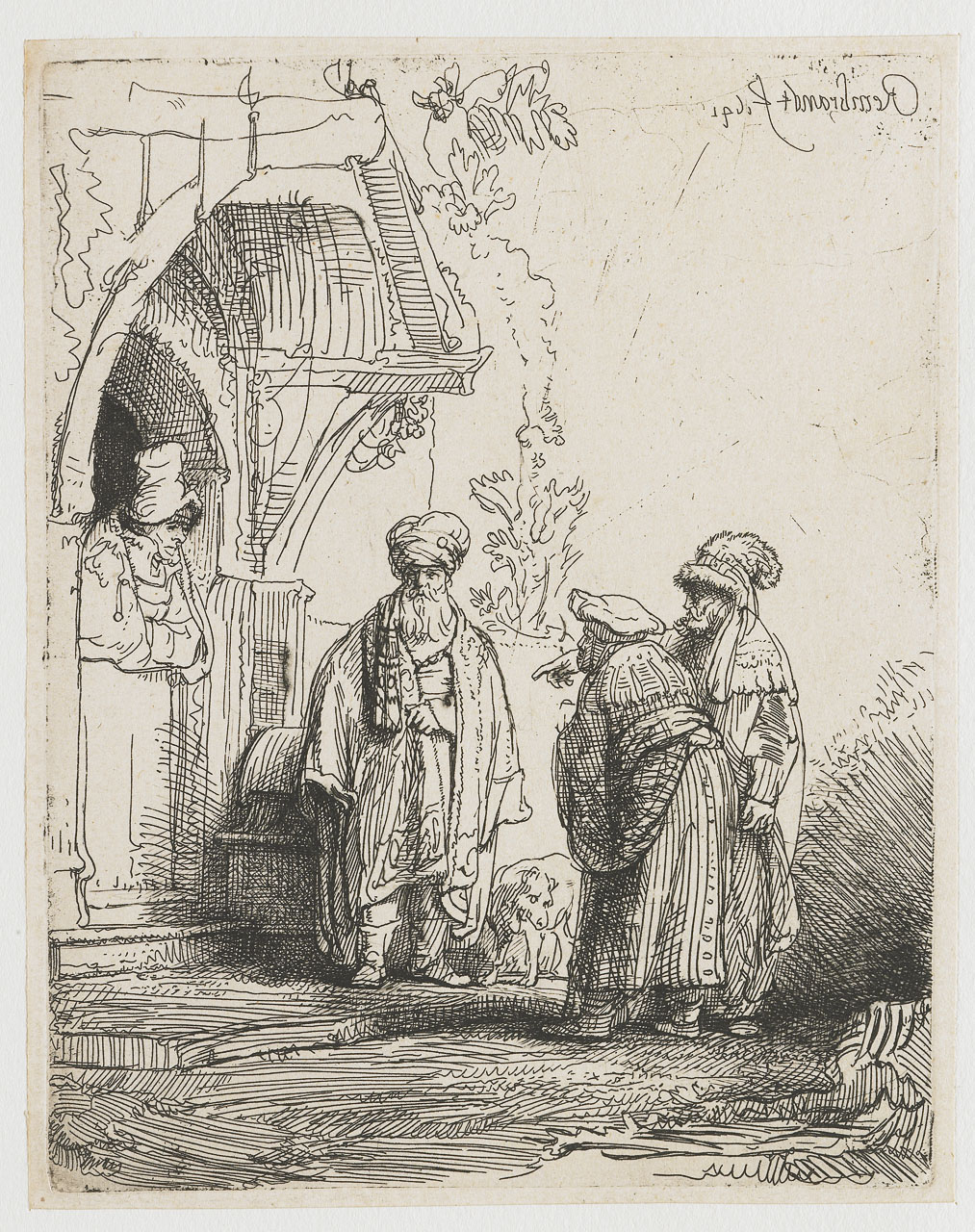
Trois figures orientales (1641, Rijksmuseum Amsterdam).
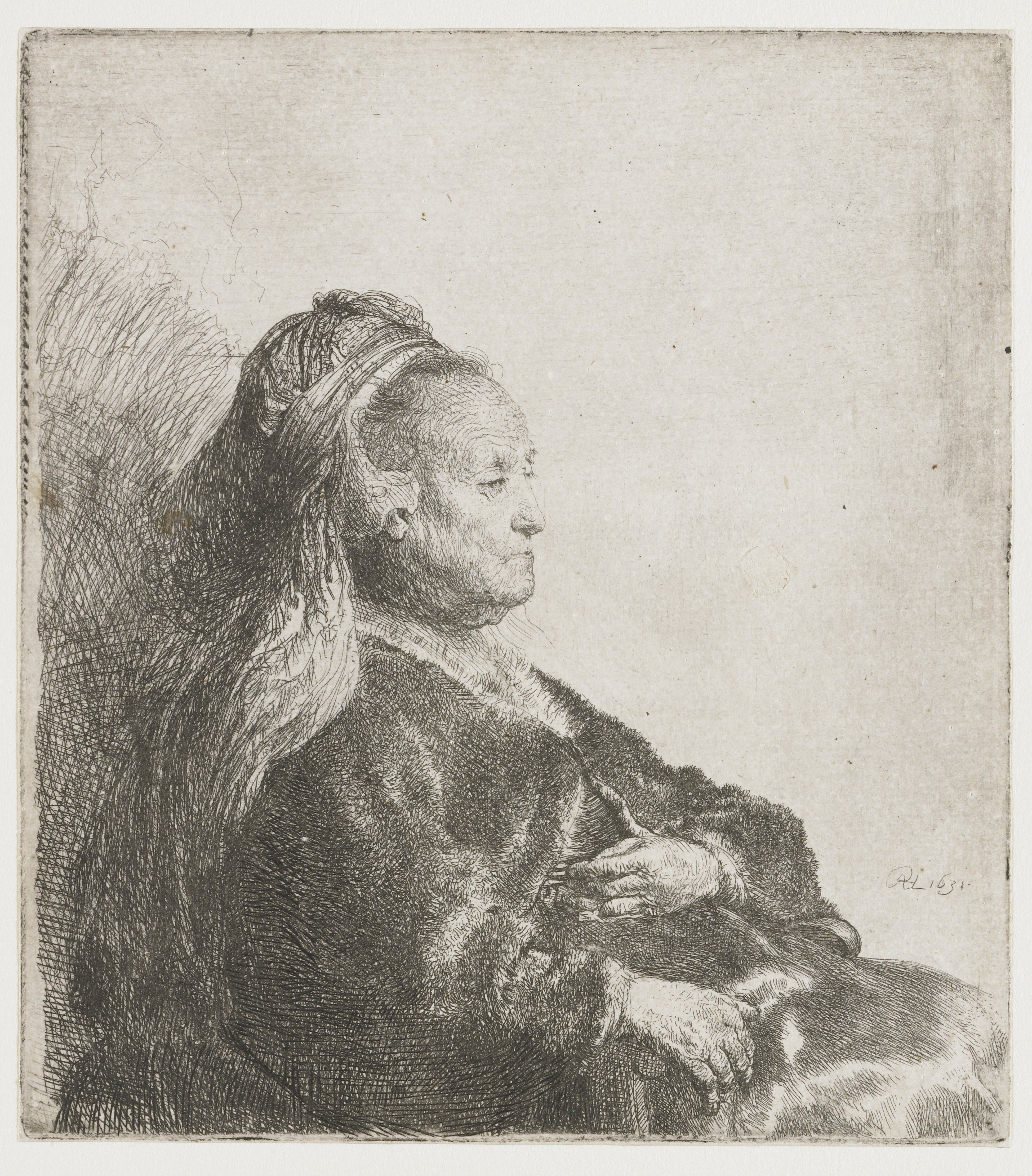
Vieille femme coiffée à l'orientale (mère de Rembrandt ?) (1631, Rijksmuseum Amsterdam).
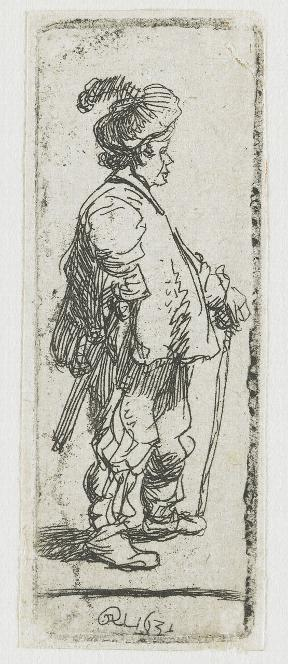
Figure polonaise (1631, Rijksmuseum Amsterdam).

### Paysages
- Le Moulin (1641, eau-forte)
- Les Trois Arbres (1643, eau-forte et pointe sèche)
- « La Campagne du peseur d'or » (1651, eau-forte et pointe sèche)

### Nature morte, sujets libres et nus
- Le Coquillage (1650, eau-forte, pointe sèche, burin sur papier), unique nature morte de Rembrandt
- Le Dessinateur et son modèle (inachevé, ca. 1639, eau-forte, pointe sèche et burin)
- Le Lit à la française (1646, eau-forte, pointe sèche et burin)

Paysages, nature morte et autres sujets
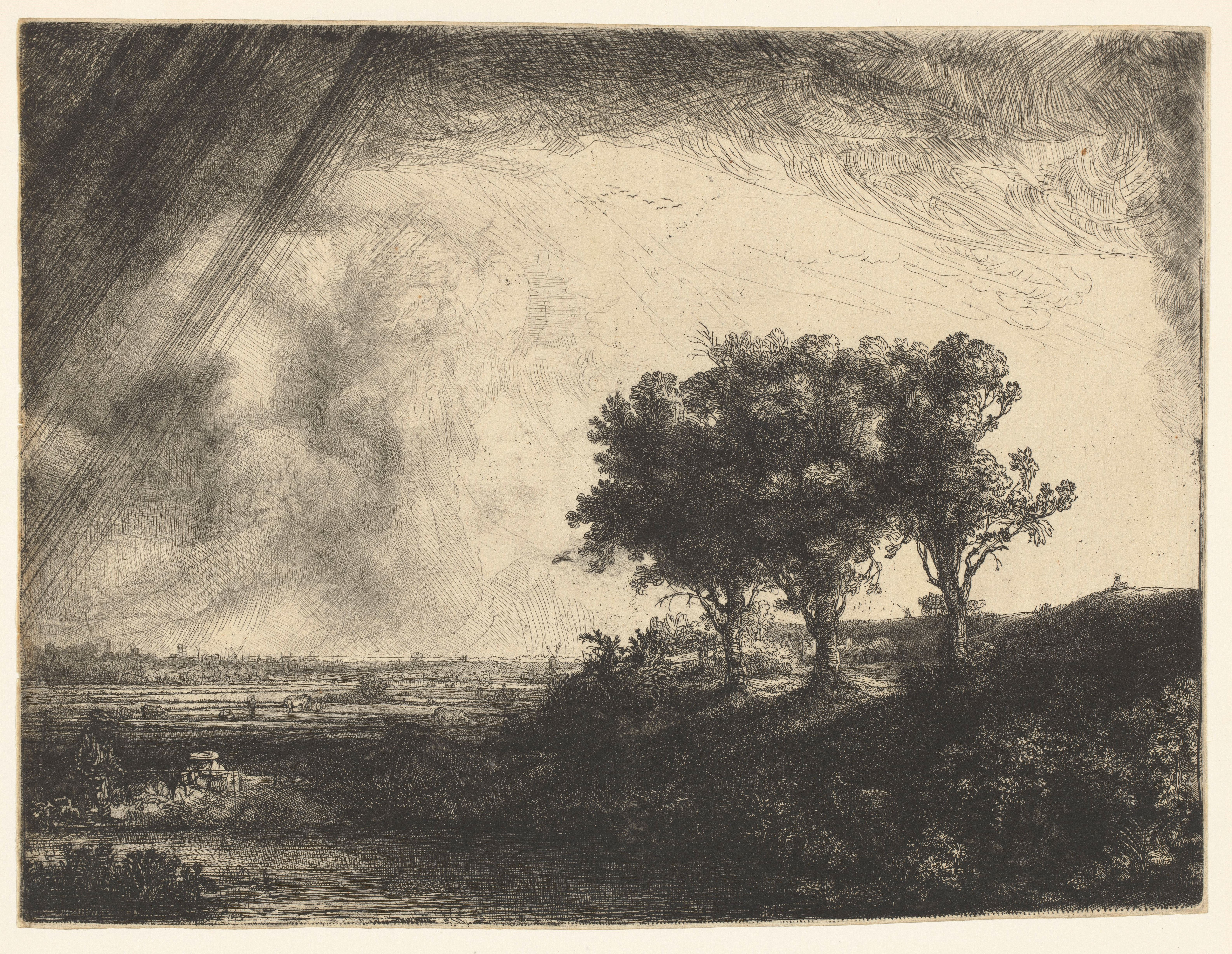
Les Trois Arbres (1643, Rijksmuseum Amsterdam).
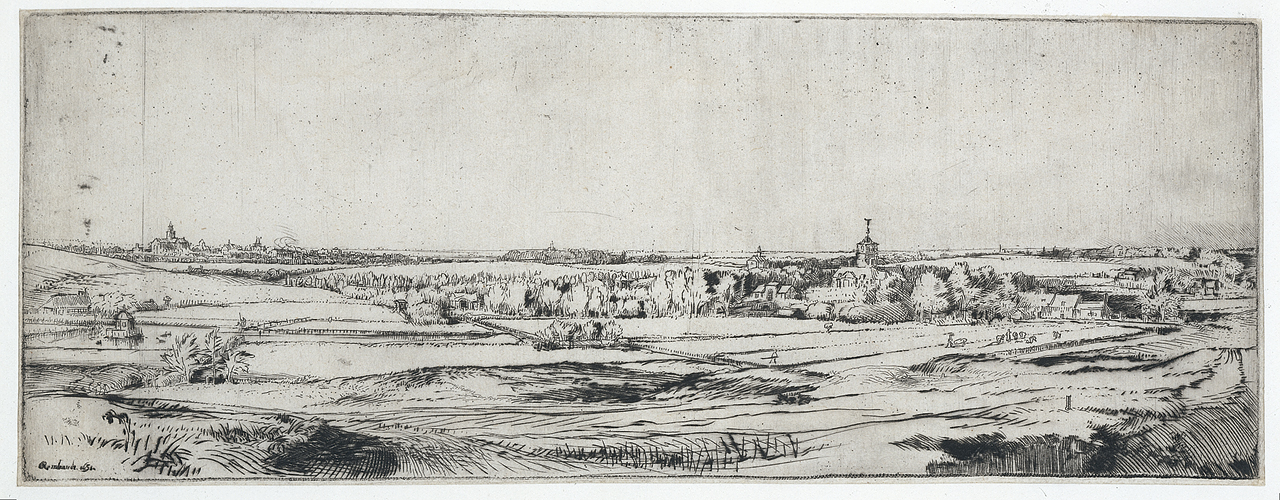
« La Campagne du peseur d'or » (1651, Rijksmuseum Amsterdam).
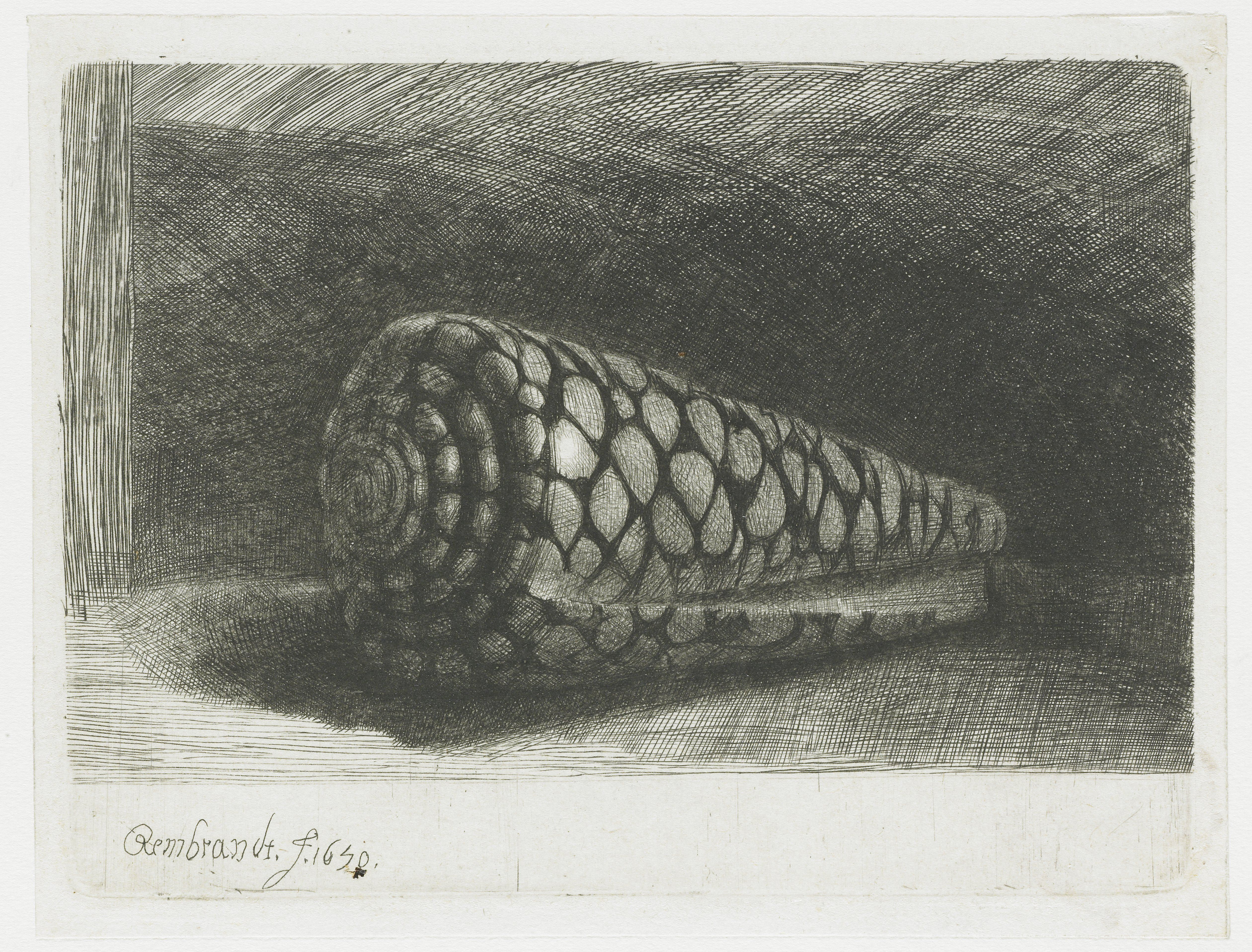
Le Coquillage (1650, Rijksmuseum Amsterdam).
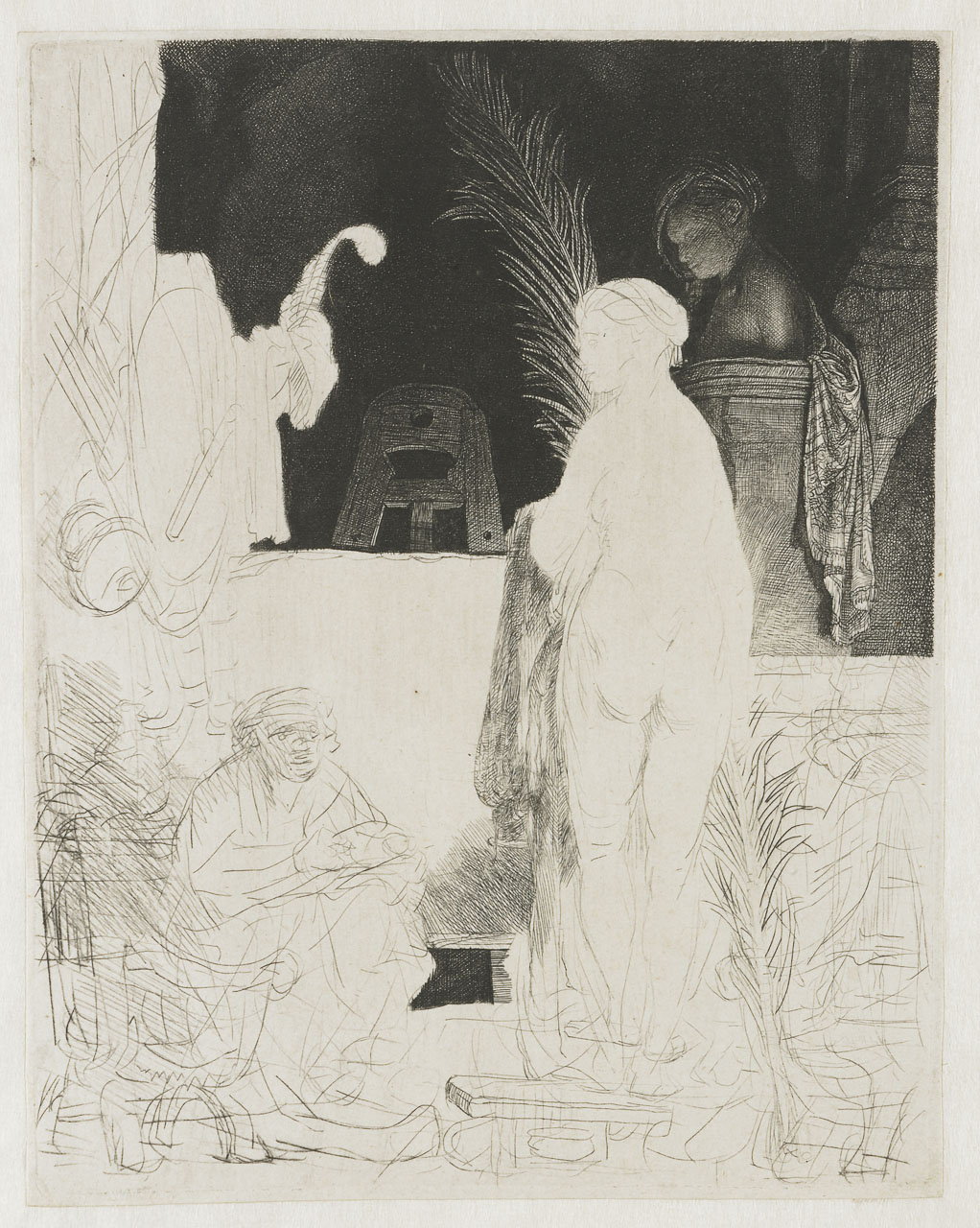
Le Dessinateur et son modèle (ca. 1639, Rijksmuseum Amsterdam).
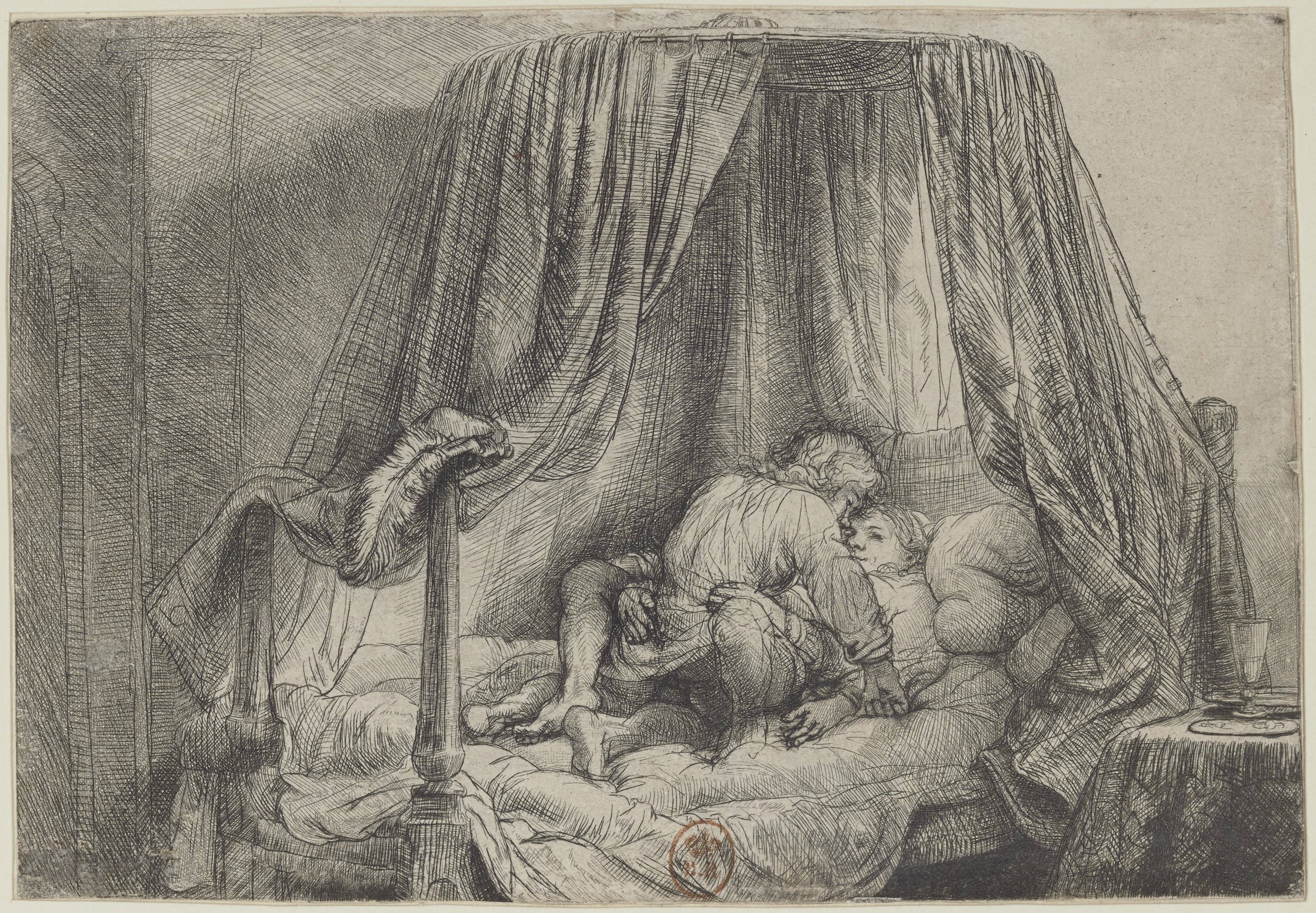
Le Lit à la française (1646,Bibliothèque nationale de France).

## Plaques de cuivre

### Plaques encore existantes

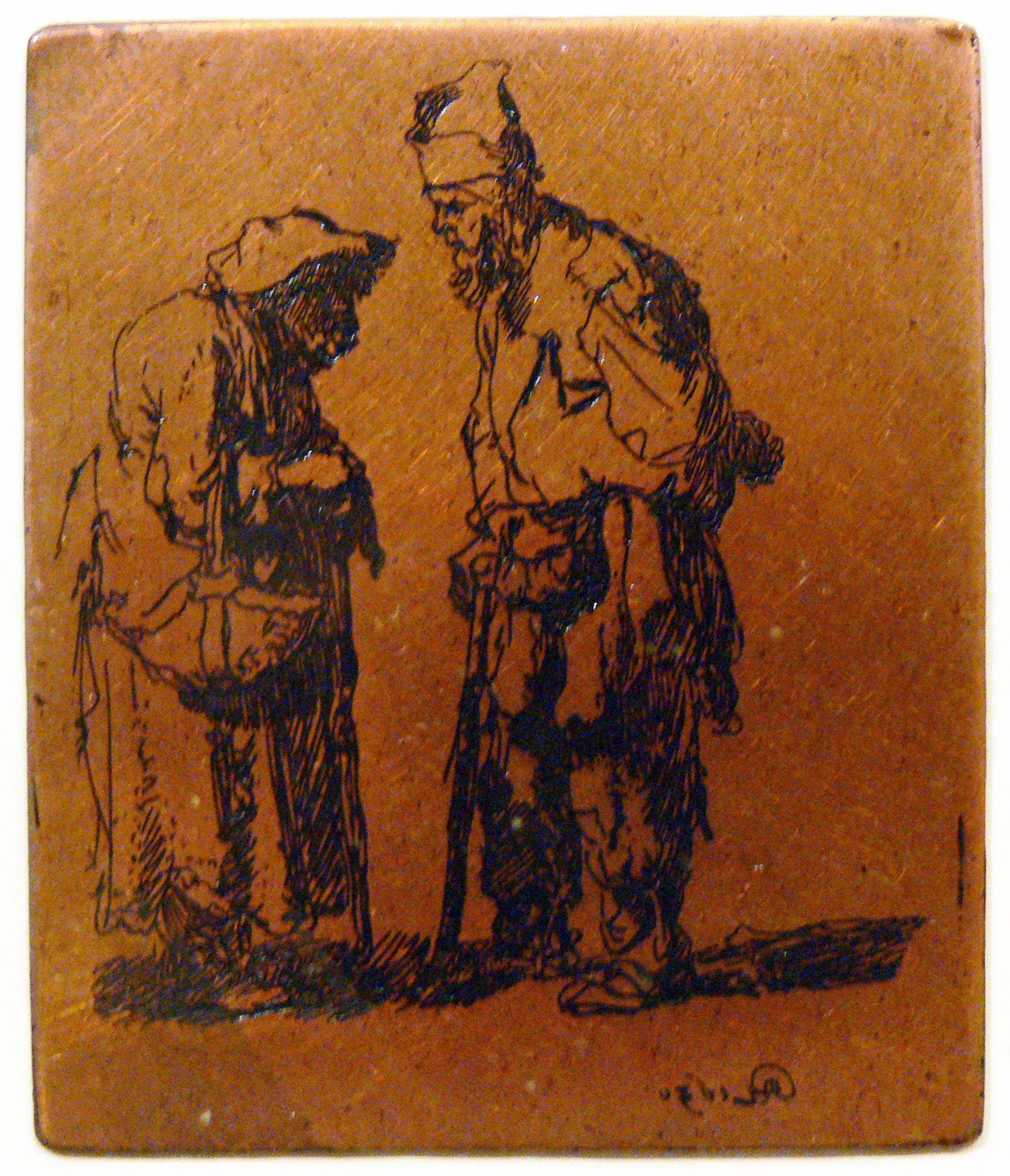
Plaque de cuivre pour Gueux et gueuse (, collection privée canadienne en dépôt à Amsterdam, Rembrandthuis).

Selon le musée du Petit Palais en 1986, soixante-dix-neuf plaques originales encore existantes de Rembrandt sont connues. Dans The history of Rembrandt's copperplates d'Erik Hinterding (1995), l'auteur fait une étude des plaques existantes, les liste et décrit toutes (à l'exception de Jan Uytenbogaert (B. 281) et Première tête orientale (B. 286), auxquelles il n'a pas eu accès), et s'attache à faire une liste exhaustive de tous les propriétaires de ces plaques tout au long de l'histoire.
Jan Six, collectionneur d'art néerlandais, s'est vu faire l'une des plus belles gravures de Rembrandt, Portrait de Jan Six (B. 285), qui est aussi, selon le musée du Petit Palais, la plus belle plaque. En 2013, Claude-Jean Darmon qualifie l'estampe de « chef d'oeuvre, sans exagération, [qui compte] parmi les eaux-fortes qui atteignent le plus performant degré d'achèvement », ajoutant que « Jamais graveur n’avait fait sourdre de l’eau-forte des timbres noirs aussi profonds que ceux de Jan Six ». Elle fait partie de la collection Six, célèbre en son temps pour ses peintures, gravures et dessins.
Le premier inventaire connu est celui réalisé à partir de la collection de Clement De Jonghe en 1679 (deux ans après sa mort) ; de Hoop Scheffer et Boon, et Hinterding s'accordent sur l'authenticité et la paternité de toutes les plaques identifiées lors de cet inventaire, avec de très légères modifications. Cependant, certaines notes manquent de précision pour permettre l'identification des plaques. Grâce au tableau de Hinterding, il est possible de tracer la provenance complète de chaque plaque et de noter ainsi, qu'après la vente de la collection de De Jonghe, la vente de De Haan en 1767 est la plus importante, où Pierre Fouquet a acheté de nombreuses plaques qui sont ensuite passées à Watelet, tandis que toutes les autres ont été disséminées entre de nombreux propriétaires ou ont disparu.

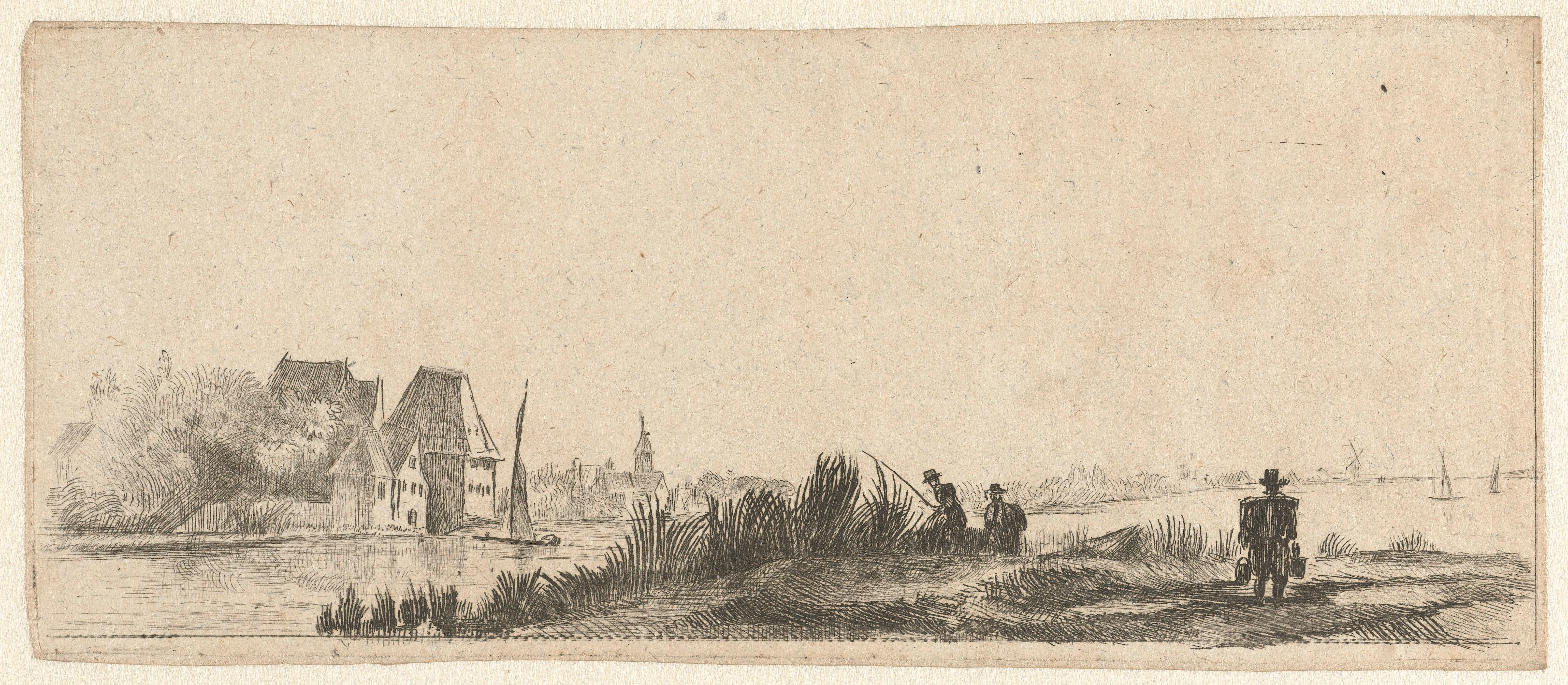
Paysage avec deux pêcheurs, par Claude-Henri Watelet (n. d.), d'après un original de Rembrandt non daté et non référencé par Bartsch, mais par Woldemar von Seidlitz comme « S. 384 » et qui est conservé au British Museum.

Claude-Henri Watelet acquiert en 1767 quatre-vingt-une plaques de cuivre originales, mais, lui-même étant aquafortiste, il en retravaille quelques-unes (B. 69, B. 119, B. 273, B. 349) ou les reprend à l'aquatinte (B. 19, B. 43, B. 62, B. 67, B. 68, B. 80, B. 86, B. 128, B. 268, B. 70). Lors de la vente aux enchères de la collection Watelet en 1786, Pierre-François Basan achète la totalité des plaques qu'il possède (le nombre exact est incertain, mais Hinterding en calcule quantre-vingt-trois) et publie dans la foulée Recueil de quatre-vingt-cinq estampes originales... par Rembrandt, ouvrage qui sera édité pendant plus d'un siècle. Henry-Louis Basan, le fils du premier, publie la liste des plaques en sa possession en 1803, qui sont au nombre de quatre-vingt-quatre, dont cinq ne sont plus acceptées comme étant de Rembrandt. André-Charles Coppier critique vivement les actions de Watelet et Basan ainsi que de Baillie (voir plus bas) et Norblin de La Gourdaine, qui ont tous « saccagé » les cuivres originaux qu'ils possédaient pour en faire leurs propres états — il exclut ainsi toutes les eaux-fortes provenant de ces plaques et les états de celles qui ont été tirées de façon posthume de ses études.
Tandis que ces différents inventaires sont étudiés avec beaucoup d'attention par les spécialistes, le devenir des plaques de Rembrandt est par la suite très clair, car les propriétaires suivants acquièrent les collections de plaques en bloc : Auguste Jean (vers 1810) ; Veuve Jean (1820) ; Auguste Bernard (1846) ; Michel Bernard (vers 1875). En 1906, l'éditeur Alvin-Beaumont achète à son tour les plaques originales, et effectue des tirages à partir de celles-ci, qu'il publie dans Les cuivres originaux de Rembrandt ; son ami Robert Lee Humber les acquiert et les dépose au North Carolina Museum of Art de Raleigh. En 1956, à l'occasion du 350e anniversaire de la naissance de Rembrandt, le musée organise une exposition montrant ces plaques ainsi que des eaux-fortes prêtées par la National Gallery of Art de Washington et les tirages d'Alvin-Beaumont. Seules deux ont été perdues entre-temps : La Mort de la Vierge (B. 99) et Le Christ se disputant avec les docteurs : petite plaque (B. 66).
Soixante-dix-sept plaques ont ainsi survécu et sont conservées par la famille de Robert Lee Humber, auxquelles il faut en ajouter trois, Jan Uytenbogaert (B. 281, collection Rosenwald, à Philadelphie), Jan Six (B. 285) et Première tête orientale (B. 286, bibliothèque de l'université de Göttingen) pour constituer le corpus des plaques connues par Hinterding en 1995 (soixante-dix-neuf plaques connues par le musée du Petit Palais en 1986),.

### La Pièce aux cent florinsde William Baillie

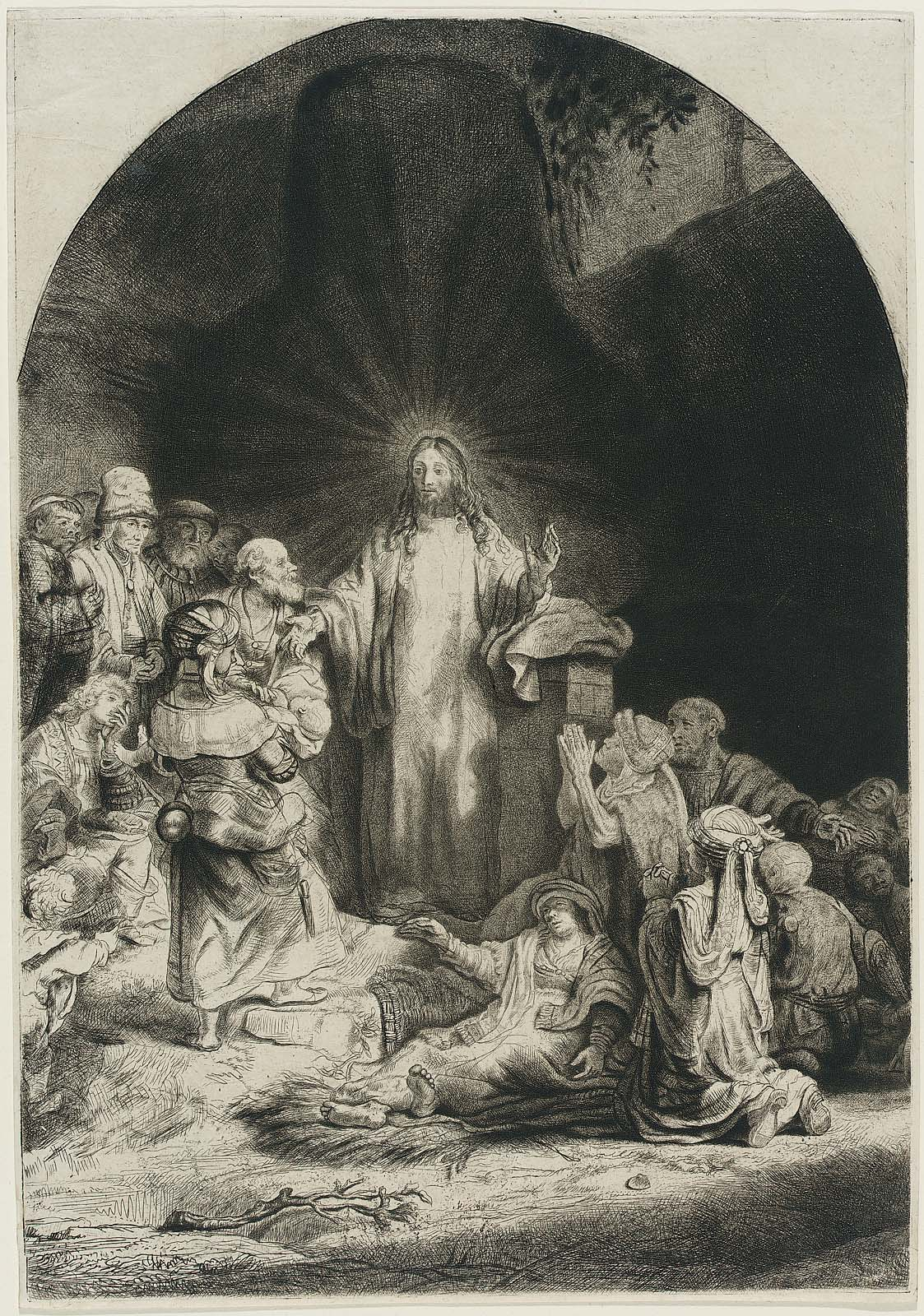
L'une des quatre parties de La Pièce aux cent florins retravaillées par William Baillie. Musée des beaux-arts de Boston.

En 1775, le capitaine William Baillie, officier de l'Armée de terre britannique et imprimeur irlandais, achète la plaque originale de La Pièce aux cent florins, déjà assez usée par les impressions successives, au peintre et graveur américain John Greenwood, et en imprime une centaine d'épreuves qu'il retravaille lui-même largement directement sur la plaque de cuivre originale. Il finit par couper la plaque en quatre morceaux pour en faire des épreuves séparées, qu'il retravaille à nouveau plus tard, individuellement ; il ajoute notamment le cadre d'une arche au fragment contenant le Christ,,.
Cette initiative est très polémique à l'époque, certains la jugeant indigne, d'autres bienvenue, la plaque étant en mauvais état. Ces épreuves finales sont publiées par John Boydell.
Les quatre morceaux originaux que retravaille Baillie :

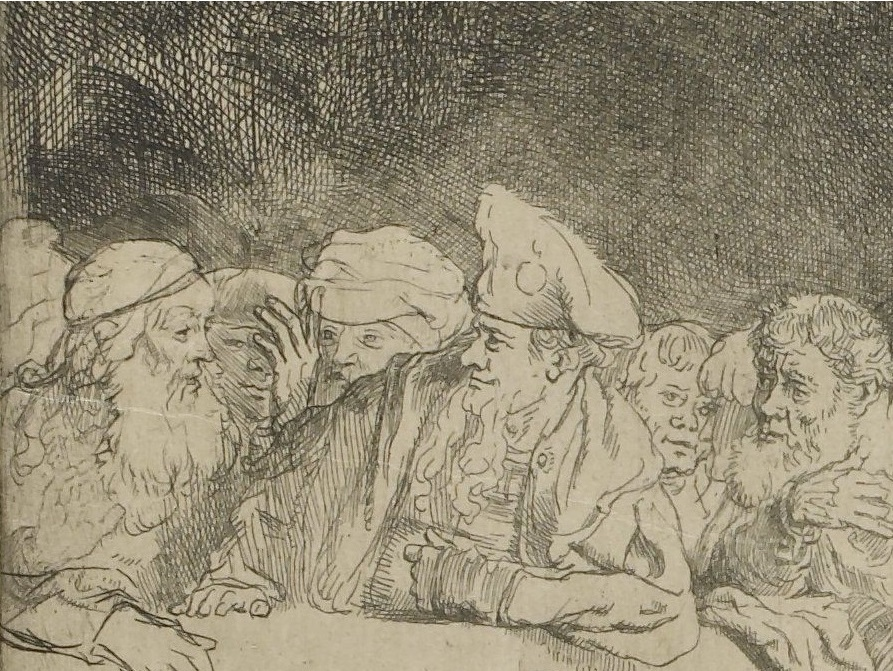
Partie de la foule des pharisiens
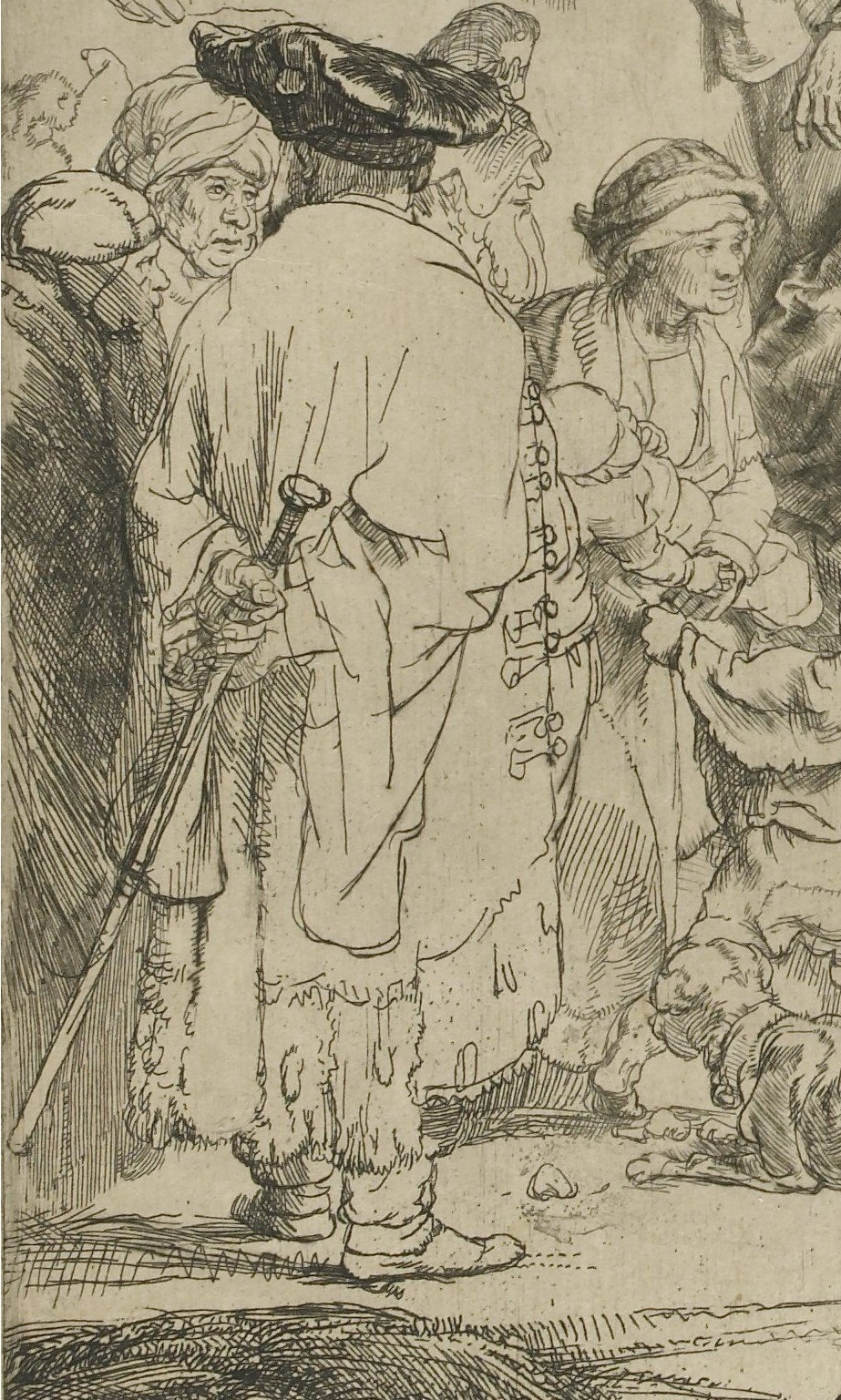
Personnage anonyme de dos
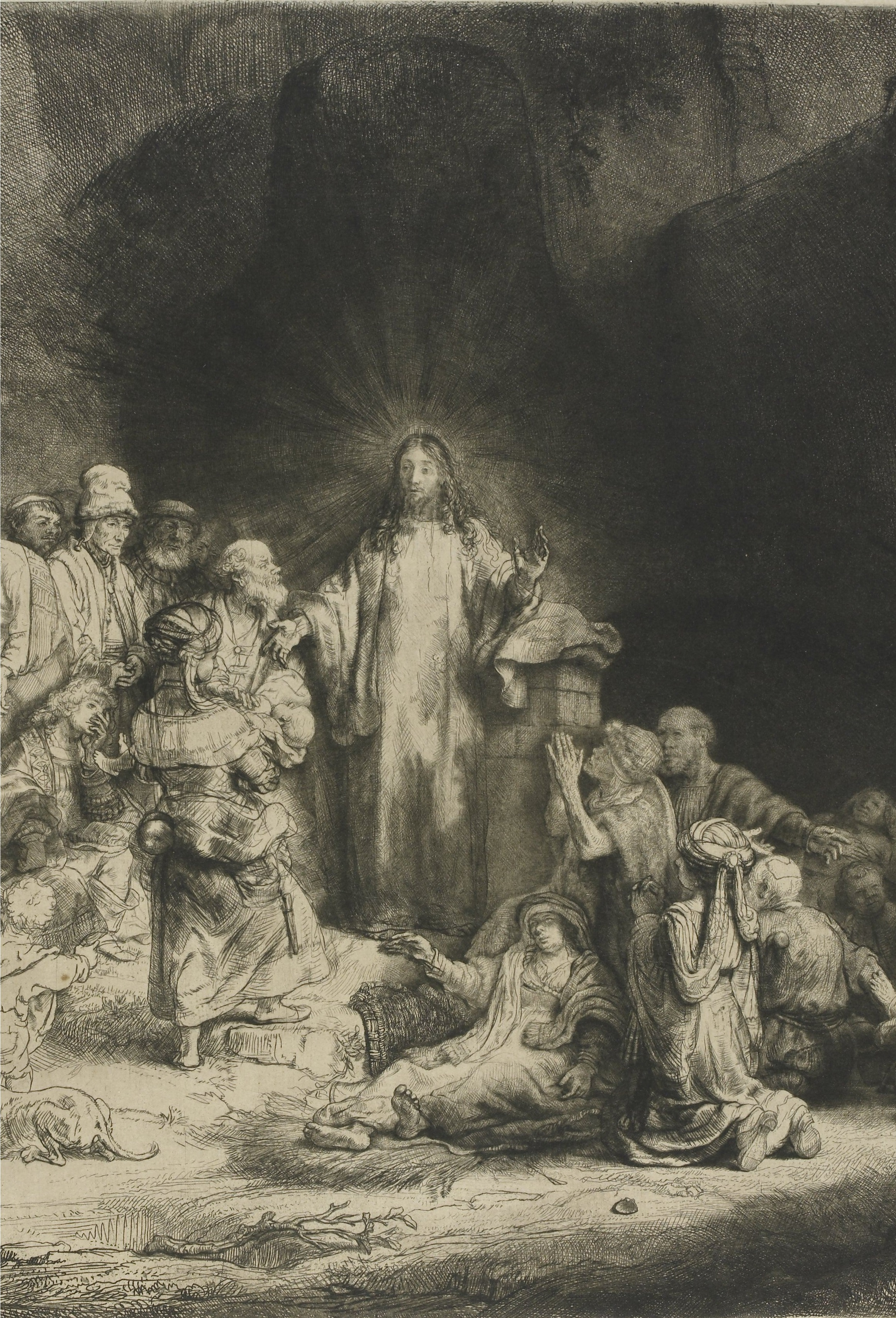
Christ entier au centre
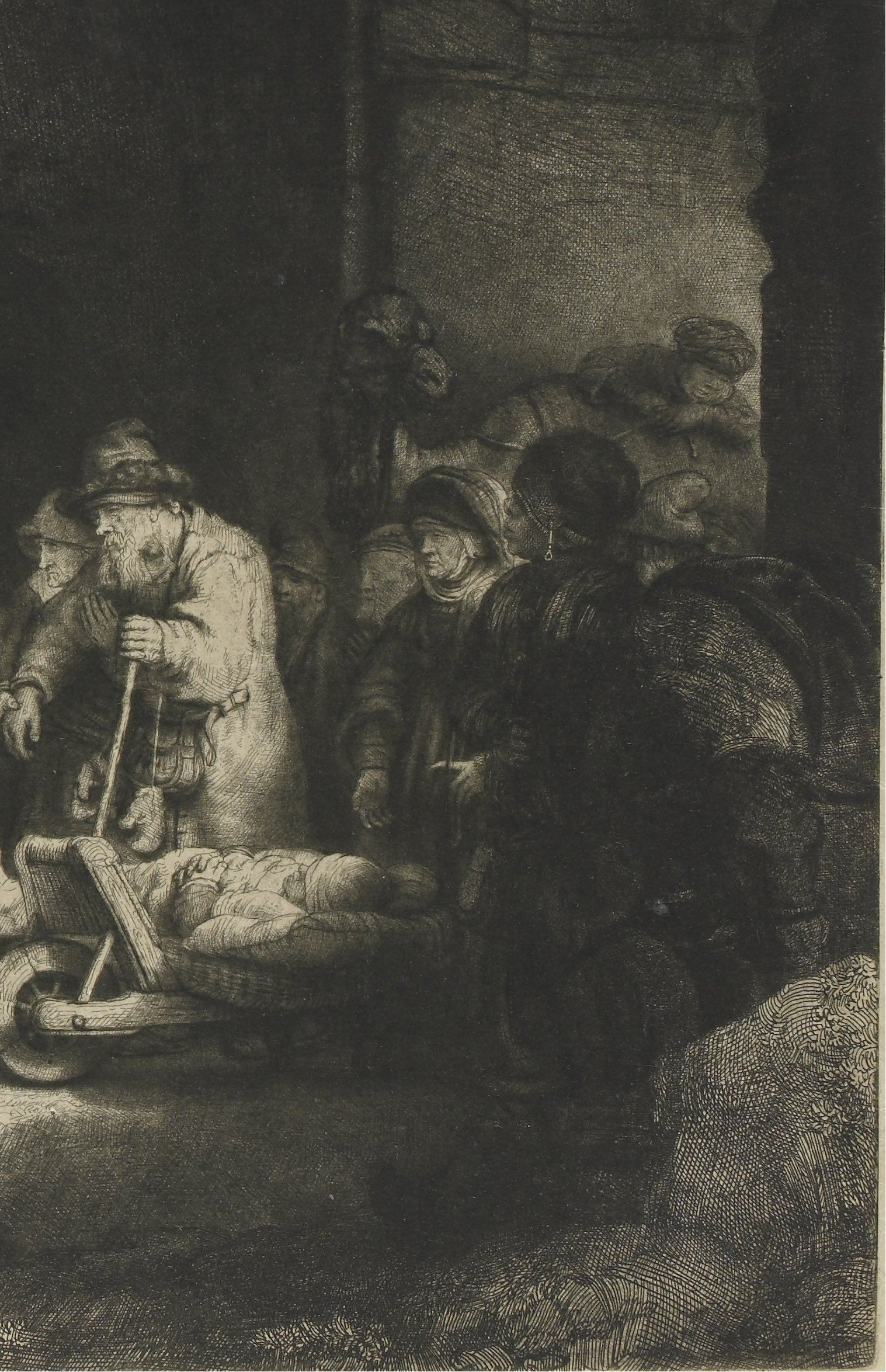
Entrée dans la pièce des pauvres et du chameau

## Principaux interprètes des gravures de Rembrandt
Les gravures de Rembrandt ont été abondamment copiées par des artistes, et certains historiens de l'art ont même fait la liste des gravures d'après Rembrandt.
Les principaux interprètes des gravures de Rembrandt sont, au XVIIe siècle :
- Willem Drost
- Salomon Koninck
- Pieter Lastman
- Jan Lievens
- Johannes Lutma
- Roelandt Savery
- Jonas Suyderhoef
- Jan van Vliet

Au XVIIIe siècle :
- William Baillie
- Pierre-François Basan
- John Boydell
- Anne Claude de Caylus
- Charles Corbutt
- Dominique Vivant Denon
- John Dixon
- Robert Dunkarton
- Richard Earlom
- Étienne Fessard
- Jacob Gole
- Valentine Green
- John Greenwood
- Johann Jacobé
- Jean-Jacques Lagrenée
- Jacques-Philippe Le Bas
- James MacArdell
- Jean-Michel Moreau
- Jean-Pierre Norblin de La Gourdaine
- William Pether
- Bernard Picart
- Cornelis Ploos van Amstel
- Simon François Ravenet
- John Spilsbury
- Jan Stolker
- Robert Strange
- Louis Surugue
- James Ward
- Franz Wrenk

Aux XIXe et XXe siècles :
- Petrus Johannes Arendzen
- Charles Baude
- Firmin Bouisset
- Jan Claessens
- Charles Courtry
- Jean-Baptiste Danguin
- Alexander Deuchar
- Léopold Flameng
- Claude-Ferdinand Gaillard
- Karl Köpping
- Charles-Paul Landon
- Hermann Struck
- Charles Turner
- Wilhelm Unger
- Charles Albert Waltner
- Anders Zorn

Et plusieurs autres anonymes.

## Sur le marché de l'art
Au début du XXe siècle, Lucien Monod fait un compte-rendu de la valeur des estampes de Rembrandt sur le marché. Il les définit comme étant de « première classe », et leur estimation varie entre 18 et 100 000 fr. (La Pièce aux cent florins, vendue à New York en 1922 à Harlowe et Cie).
Une gravure à la pointe sèche de Rembrandt, Le Christ présenté au peuple, est vendue le 5 juillet 2018 chez Christie's pour le prix exceptionnel en matière de gravure de 2,9 millions d'euros, achetée, semble-t-il, par le financier et collectionneur new-yorkais Leon Black. 
Ger Luijten, ancien conservateur du cabinet des estampes du Rijksmuseum Amsterdam qui dirige la Fondation Custodia à Paris, explique : « lorsque Rembrandt a fait faillite, puis à sa mort, des plaques de cuivre ont été vendues et réutilisées pour faire des tirages encore bien plus tard. Les épreuves tardives sont horribles ». Le dessin perd de sa finesse avec l'utilisation de la plaque d'impression, or, explique l'experte parisienne Hélène Bonafous-Murat : « On utilise les plaques de Rembrandt pour des retirages jusqu'en 1900. Elles sont retouchées et manquent de finesse. On trouve aujourd'hui ce genre de gravures posthumes à vendre aux enchères entre 300 et 2 000 euros. Elles sont souvent par la suite revendues par des personnes peu scrupuleuses comme de véritables œuvres de Rembrandt. »
Lors de la vente du 19 décembre 2018 à l'hôtel Drouot à Paris, un recueil composé de quatre-vingt-cinq estampes originales de Rembrandt (1606-1669) et de trente-cinq autres d’après l’artiste, réalisé dans l’atelier d’impression de la famille Jean, installés rue Saint-Jean de Beauvais dans les années 1820-1846, est emporté aux enchères pour 88 200 €.
La grande vente de gravures anciennes organisée chez Christie's, à New York, le 29 janvier 2019 présente 21 feuilles adjugées à partir de 6 000 dollars pour une scène biblique un peu pâle de 1637 représentant Abraham, jusqu'à 468 000 dollars pour un Saint Jérôme lisant dans un paysage italien (B. 104). Un petit Autoportrait à la fenêtre (B. 22) de 1648 est adjugé pour 35 000 dollars et un paysage en clair-obscur représentant trois arbres dans une clairière pour 324 500 dollars.
Dans une vente new-yorkaise de Christie’s le 24 janvier 2023, 23 gravures de Rembrandt se sont vendues entre 5 670 et 730 800 $ pour le quatrième état des Trois Croix, un sujet très prisé des grands collectionneurs et des musées.

## Dans la culture populaire
En avril 2019, les organisateurs du championnat des Pays-Bas de football annoncent qu'à l'occasion de l'année Rembrandt (2019 étant l'année des 350 ans de la naissance de l'artiste), un ballon spécial va être utilisé pour la saison 2019-2020 : la « Rembrandtbal » affiche des gravures de l'artiste, dont des paysages et des autoportraits. Le ballon a été présenté au Rijksmuseum Amsterdam,.